# Espíritu Santo

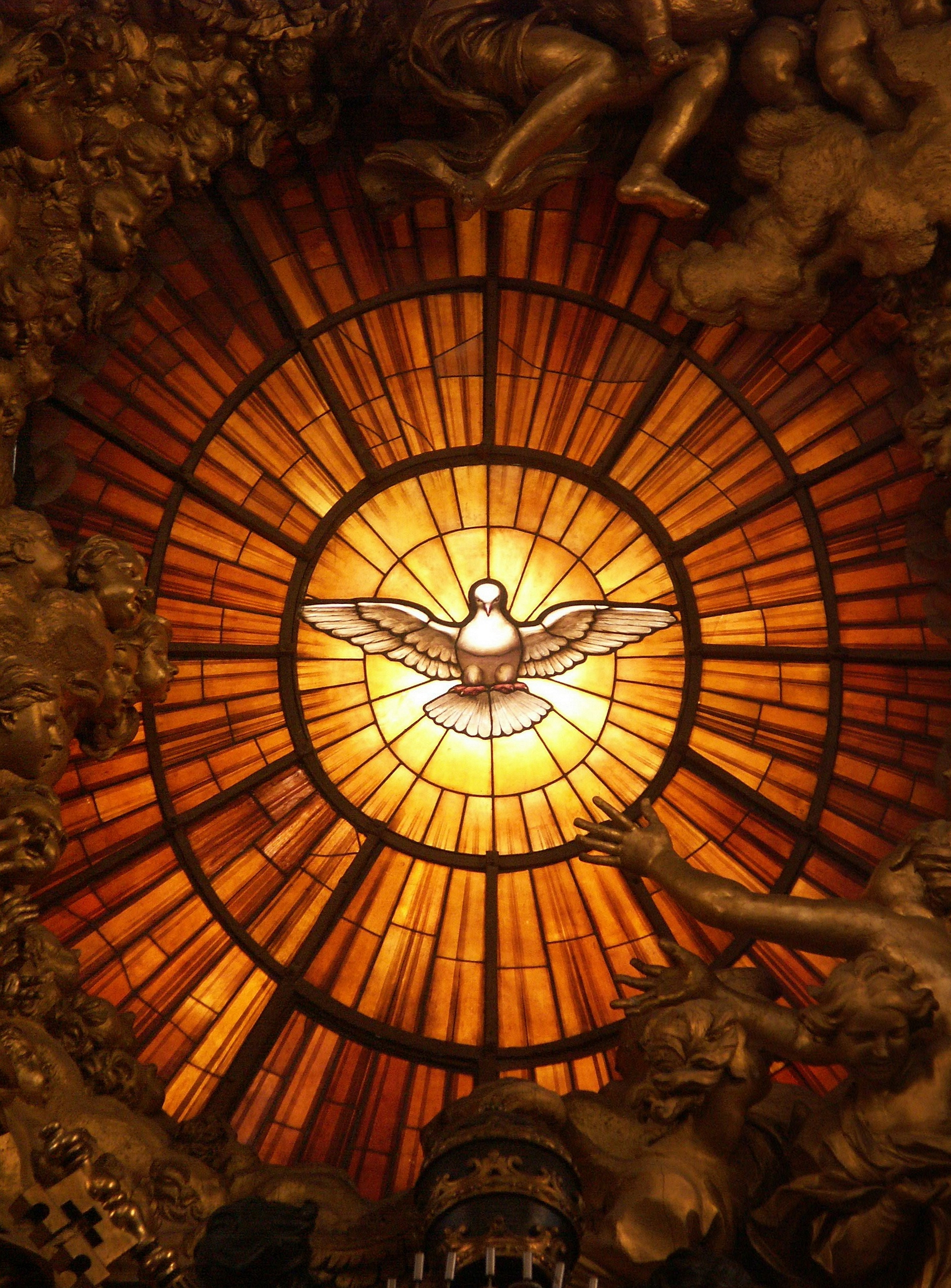
Alegoría del Espíritu Santo en la basílica de San Pedro, Ciudad del Vaticano.

El Espíritu Santo —o expresiones equivalentes, como son, entre otras, Espíritu de Dios, Espíritu de verdad o Paráclito, del griego παράκλητον parákleton: ‘aquel que es invocado’, del latín Spiritus Sanctus— es una compleja noción teológica por medio de la cual se describe una realidad espiritual suprema, que ha sido interpretada de maneras múltiples en las confesiones cristianas y escuelas teológicas. Para la mayoría de los cristianos, el Espíritu Santo es una expresión bíblica que se refiere a la tercera Persona de la Santísima Trinidad. 
De esta realidad espiritual se habla en muchos pasajes de la Biblia, con las expresiones citadas, sin que se dé una definición única. Esto fue el motivo de una serie de controversias que se produjeron principalmente durante tres periodos históricos: el siglo IV como siglo trinitario por excelencia, las crisis cismáticas de Oriente y Occidente acaecidas entre los siglos IX y XI y, por último, las distintas revisiones doctrinales nacidas de la reforma protestante.
En torno a la naturaleza del Espíritu Santo se sostienen básicamente cinco interpretaciones:[cita requerida]
- Las interpretaciones de carácter trinitario –mayoritarias– consideran al Espíritu Santo como una persona divina, noción con la que se asume la deidad del Espíritu Santo, manteniendo, sin embargo, la unicidad del principio divino. Esta doctrina es compartida por católicos, ortodoxos y la mayoría de las denominaciones protestantes.

- Según las interpretaciones de carácter Unitario, el Espíritu Santo es una fuerza o cualidad divina al modo de la sabiduría, la belleza, el amor o la bondad. El unitarismo comparte la visión de un Espíritu Santo impersonal, que actúa siendo el poder o fuerza activa de Dios, considerando que el Espíritu Santo es un algo y no un alguien.

- Según las interpretaciones de carácter arriano, el Espíritu Santo es una entidad espiritual o naturaleza angélica de condición excelsa, muy cercana a la divinidad, pero diferente a ella por su condición de criatura.

- Según las interpretaciones de carácter triteísta[2] el Espíritu Santo es otro Dios, quizá de carácter inferior al Dios principal, pero que comparte con él la cualidad de ser increado.

- Según las interpretaciones de la Unicidad de Dios o de los unicitarios, el Espíritu Santo es identificado como el mismo y singular Dios eterno, ya que Dios es Espíritu y es Santo, por lo cual es llamado el Espíritu Santo. Ellos no lo consideran como una fuerza impersonal, como el unitarismo, una entidad aparte de Dios, como el arrianismo, o una persona espiritual divina y distinta de Dios Padre, como el trinitarismo. Para ellos el Espíritu Santo es Dios mismo manifestándose en poder. Por su punto de vista que exalta la absoluta deidad de Jesús, Jesús sería el Espíritu Santo en su completa y absoluta deidad. Esta posición es abrazada por el Pentecostalismo unicitario.

Sobre la procedencia del Espíritu Santo, existe cierta unanimidad entre las diferentes confesiones cristianas. A excepción de la interpretación triteísta, que asume al Espíritu Santo como un ser increado e independiente de Dios, las otras tres interpretaciones consideran que procede de Dios, aunque se diferencian en la forma. En el modalismo procede como manifestación de Dios mismo, en el arrianismo como criatura, y en el trinitarismo como persona. El trinitarismo aborda, además, una cuestión adicional propia de su marco teológico: distingue entre la procedencia del Padre y la procedencia del Hijo, cuestión conocida como cláusula Filioque.
En lo referente a las cualidades del Espíritu Santo, teólogos cristianos asumen que es portador de dones sobrenaturales muy diversos que pueden transmitirse al hombre por su mediación. Si bien la enumeración de los dones puede variar de unos autores a otros y entre distintas confesiones, existe un amplio consenso en cuanto a su excelencia y magnanimidad.

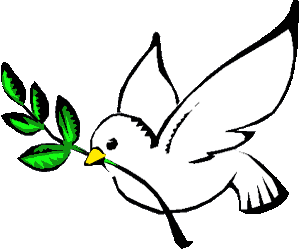
El Espíritu Santo suele ser representado con una paloma blanca que representa la pureza, otras representaciones son el fuego (simboliza la energía transformadora), el agua (simboliza su acción en el bautismo) o el viento (simboliza que no lo podemos ver).

Aunque la mayor parte de las Iglesias cristianas se declaran trinitarias, existen también Iglesias no trinitarias que confiesan alguna de las otras modalidades interpretativas.

## Nombres, dones y frutos del Espíritu Santo
La Biblia contiene un conjunto de expresiones que aluden a una «realidad divina» en la que creen el judaísmo y el cristianismo. La siguiente es una lista de tales expresiones:

Espíritu Santo, Espíritu de santidad, Espíritu de Dios, Espíritu Santo de Dios, Espíritu de la verdad, Espíritu recto, Espíritu generoso,
Espíritu de Cristo, Espíritu de adopción, Mente de Cristo, Espíritu del Señor, Señor mismo, Espíritu de libertad, Dedo de Dios, Paráclito

De todas ellas, «Espíritu Santo» es la expresión principal, la más conocida y la que más se usa en el cristianismo. El Libro de Sabiduría caracteriza a este Espíritu en los siguientes términos:

Espíritu inteligente, santo, único y múltiple, sutil, ágil, penetrante, inmaculado, claro, inofensivo, agudo, libre, bienhechor, estable, seguro, tranquilo, todopoderoso, omnisciente, que penetra en todos los espíritus inteligentes puros sutiles.
(Sabiduría 7:22-23)

Existe una cita del profeta Isaías donde se enumeran los «dones del Espíritu Santo»:

Espíritu de sabiduría, inteligencia, consejo, fuerza, ciencia, piedad, temor de Dios. (Isaías 11:2)

Estos dones se completan con los 9 «frutos del Espíritu» que aparecen en la Epístola a los gálatas:

«Mas el fruto del Espíritu es: amor, gozo, paz, tolerancia [paciencia], benignidad, bondad, fe, mansedumbre, templanza; contra tales cosas no hay ley.»
Gálatas 5:22-23

Todos estos «nombres», «dones» o «frutos» van implícitos en la expresión «Espíritu Santo» y hacen de ella una noción teológica muy rica. A pesar de esta diversidad de nombres, en la teología cristiana se dice, sin embargo, que no existe más que uno y un mismo Espíritu, consideración para la que los teólogos aducen una cita de Pablo de Tarso.

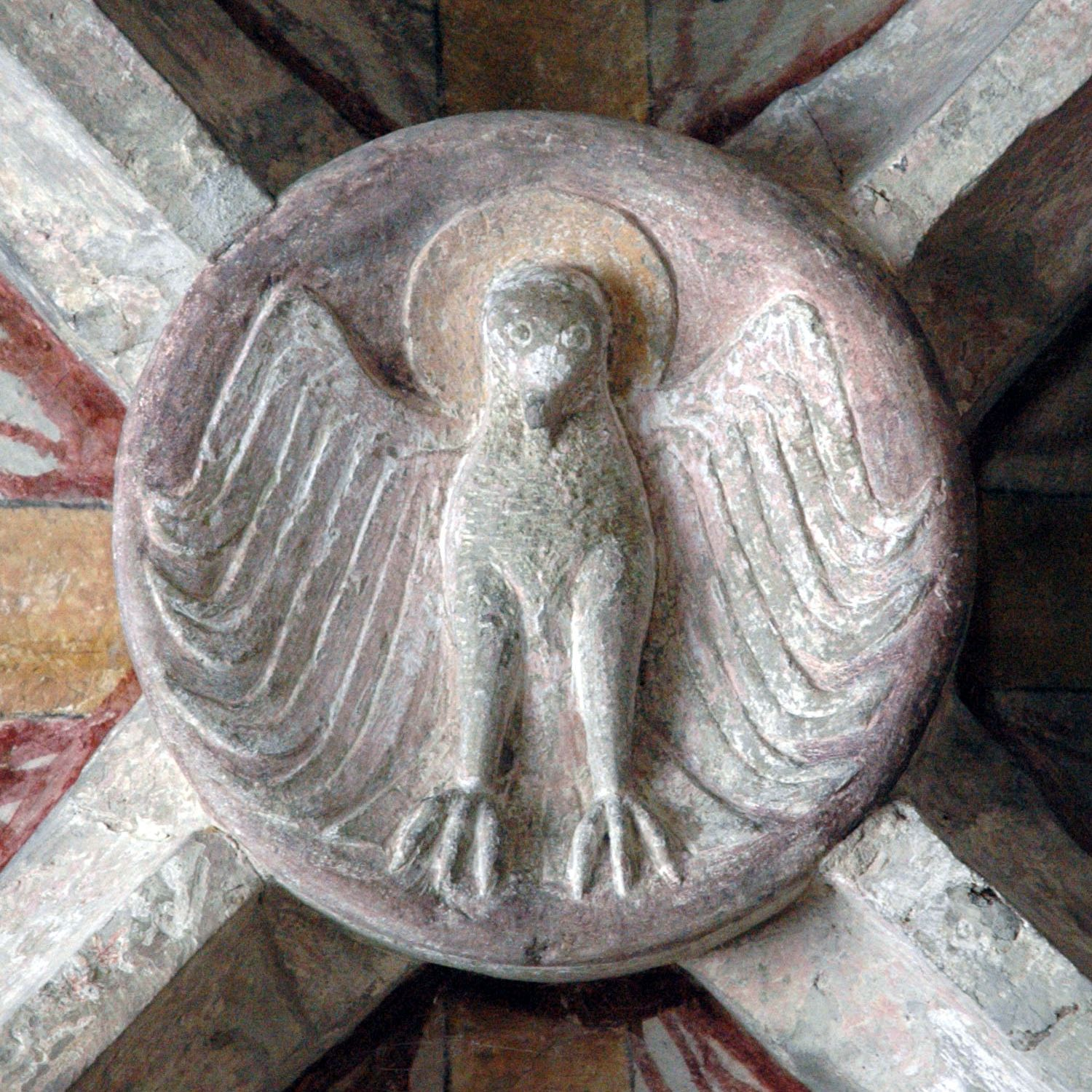
Representación en piedra del Espíritu Santo: su santidad queda indicada con la orla de la cabeza. Clave en la iglesia de San Miguel de Michaelsberg (Cleebronn, Alemania).

### El pneuma divino
El término «espíritu» proviene del latín «spiritus», el cual traduce el término griego «πνευμα» (pneuma) y el hebreo «ruaj». Se trata de una traducción incompleta, ya que «ruaj» y «pneuma» también se traducen como «aire» (p. ej.: pneumático). Aunque los términos “aire” y “espíritu” son cosas distintas, aparecían relacionadas en el griego y el hebreo antiguos. Lo que actualmente es una doble acepción, en estos idiomas era una identidad de conceptos.
Existen dos importantes clases de teología sobre el Espíritu Santo: las que resaltan el aspecto «aire» y las que resaltan el aspecto «espíritu». Dichas teologías coinciden a grandes rasgos con la judía y la cristiana.
Bibliografía: Rodríguez Carmona: op. cit. pp. 347-351 ; Mateo Seco: op. cit. pp. 21-22 ; Reina Valera. Nota al pie de Ezequiel 2,2

## Los dones
En el judaísmo y el cristianismo se cree que el Espíritu Santo puede acercarse al alma y transmitirle ciertas disposiciones que la perfeccionan. Estos hábitos se conocen como los «dones del Espíritu Santo». La relación de dones varía entre las diferentes denominaciones cristianas. La teología católica y la ortodoxa reconocen siete dones, pues siguen tradicionalmente la cita de Isaías. A continuación se enumeran estos siete dones.
- Temor de Dios
- Sabiduría
- Entendimiento
- Consejo
- Piedad
- Fortaleza
- Ciencia

Para los cristianos, los dones del Espíritu Santo, según 1ªCorintios 12 son:

A unos Dios les da por el Espíritu palabra de sabiduría; a otros, por el mismo Espíritu, palabra de ciencia; a otros, fe por medio del mismo Espíritu; a otros, y por ese mismo Espíritu, dones para sanar enfermos; a otros, el hacer milagros; a otros, profecía; a otros, el discernir espíritus; a otros, el hablar en diversas lenguas; y a otros, el interpretar lenguas. (1 Co 12:8-10)

Bibliografía. Mateo Seco: op. cit. pp. 258-270

## Los frutos
En la teología cristiana, se dice que la cercanía del Espíritu Santo induce en el alma una serie de hábitos beneficiosos que se conocen como «el fruto del Espíritu Santo», y que consta en la Epístola a los gálatas 5, 22-23:

[...] el fruto del Espíritu es amor, alegría, paz, paciencia, afabilidad, bondad, fidelidad, mansedumbre y dominio de sí, contra tales cosas no hay ley.
Pablo de Tarso, Epístola a los gálatas 5, 22-23
Traducción de la Biblia de Jerusalén

- Amor
- Gozo o alegría
- Paz
- Paciencia
- Benignidad o afabilidad
- Bondad
- Fidelidad
- Mansedumbre
- Dominio de sí

El fruto es producto de la obra del Espíritu. El número de nueve citado en el Nuevo Testamento es simbólico, pues, como afirma Tomás de Aquino, «son frutos de cualquier obra virtuosa en la que el hombre se deleita».
Bibliografía. Mateo Seco: op. cit. pp. 270-274; Ver Dones del espíritu; Ver Compendio del Catecismo de la Iglesia Católica, 390

## El Espíritu Santo en la Biblia
En esta sección están reunidos los pasajes bíblicos básicos que hablan acerca del Espíritu Santo. Los tres primeros pertenecen al Antiguo Testamento y son comunes, por tanto, al judaísmo y al cristianismo. Los siguientes pertenecen al Nuevo Testamento, en concreto a los evangelios y a los Hechos de los apóstoles. Por último, hay un breve apartado dedicado a las epístolas.

### Poder creador y fuerza vital

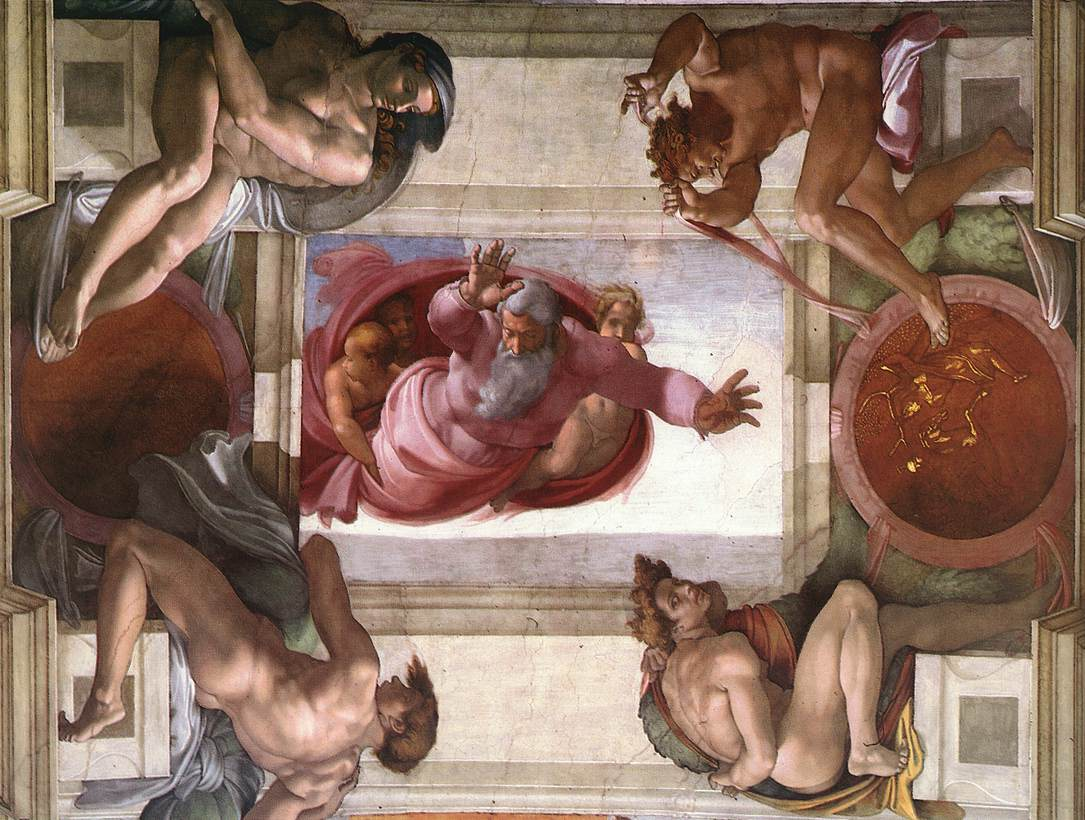
Separación de los cielos y la tierra. Miguel Ángel, Capilla Sixtina.

El libro del Génesis menciona varias veces el "espíritu de Dios" o el "aliento de Dios". Para el judaísmo se trata de una cualidad de Dios, no de un ser autónomo, pero para la teología cristiana estas son las primeras intervenciones del Espíritu Santo en la historia bíblica. En el relato de la creación del mundo, el versículo Gen 1:2 dice que «el espíritu de Dios se movía sobre la faz de las aguas». Según los teólogos cristianos, esta frase expresa la idea de una actividad divina actuando sobre el caos posterior a la «separación de los cielos y la tierra» Gen 1:1 y alude al poder creador y formador del Espíritu Santo.
Sin embargo, la palabra hebrea traducida por "espíritu" puede significar también "viento", "soplo" o "aliento" por lo que otros autores han traducido este pasaje como «un viento de Dios aleteaba por encima de las aguas» o incluso «un fuerte viento iba y venía sobre las aguas».
Este relato culmina con la creación de Adán. Dios modela su cuerpo del barro e insufla en su rostro el «aliento de la vida» Gen 2:7. Este «aliento de vida» se refiere a la cualidad animadora del Espíritu. Por otro lado, en el libro de Job este afirma que «El espíritu de Dios me hizo, y el soplo del Omnipotente me dio vida» Job 33:4. Por ello el Credo niceno dice del Espíritu Santo que es «señor y dador de vida».
Los exegetas cristianos también identifican al Espíritu Santo en la expresión «dedo de Dios», que aparece en varios lugares del Antiguo Testamento. Las tablas de la ley, por ejemplo, fueron escritas por el «dedo de Dios» Éxodo. Asimismo en Éxodo, al hilo de la tercera plaga de Egipto. Dicha plaga se produce cuando Aarón golpea la tierra con su cayado y todo el polvo se convierte en mosquitos o piojos. Dicha expresión simboliza la fuerza o el poder de Dios obrando con imperio sobre la naturaleza. Aparece igualmente en el Nuevo Testamento Lucas en relación con la expulsión de demonios.
Además de todo esto, el Espíritu Santo tiene una virtud santificadora que «penetra en todos los espíritus inteligentes, puros, sutiles» (Sb 7, 23), es decir, en los ángeles y, por extensión, todo hombre que alcance cierta pureza de ánimo.
Citas bíblicas: Génesis;Génesis; Éxodo; (Sabiduría 7,23) ;Lc 11:20
Bibliografía. Granado Carmelo: op. cit. pp. 33-36 ; Mateo Seco: op. cit. pp. 21-23, 152

### Espíritu guía de los Reyes

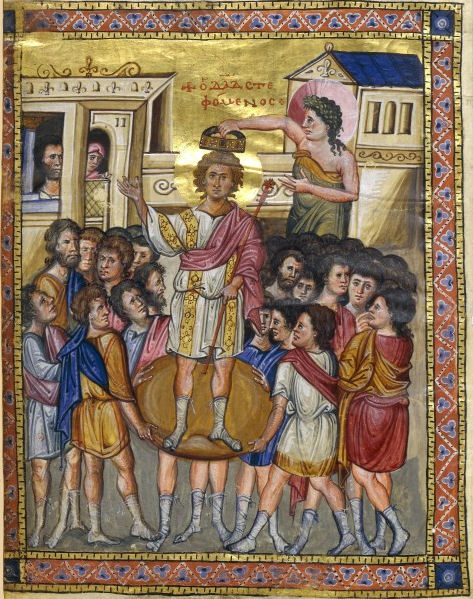
Coronación del rey David, miniatura de un salterio medieval conservado en la Biblioteca Nacional de Francia.

Según el relato bíblico, el Espíritu Santo guio al pueblo judío eligiendo e inspirando a sus gobernantes. El primer libro de Samuel 1Sa 8:4-5 relata que los ancianos de Israel exigieron un rey que los gobernase. Samuel, que era juez, consultó a Dios, quien señaló a Saúl con el gesto de derramar sobre él su Espíritu 1Sa 10:6-7. Saúl fue aceptado por el pueblo, convirtiéndose así en el primero de los reyes de Israel. Después de eso, Saúl fue reprobado por Dios a causa de su mal comportamiento, y se le retirará el Espíritu 1Sa 16:13-14 en favor de David. El Rey David es el arquetipo de gobernante predilecto por Dios. En el Salmo 51 Sl 51, David se lamenta de que puede perder el favor de Dios a causa de sus pecados e implora que no se le retire el Espíritu Sl 51:12-14. El pecado al que se refiere es el de inducir la muerte de Urías en el campo de batalla para quedarse con su mujer Betsabé (2 Samuel).
El Nuevo Testamento afirma en los evangelios sinópticos que el espíritu inspirador de los reyes es el mismo Espíritu Santo de la tradición cristiana. Mr 12:36.
Citas bíblicas: 1 Samuel;1 Samuel;1 Samuel;Sl 51;Marcos;Mateo;Lucas;
Bibliografía. Mateo Seco: op. cit. pp. 23 ; Rodríguez Carmona: op. cit. pp. 347-351

### Espíritu de profecía

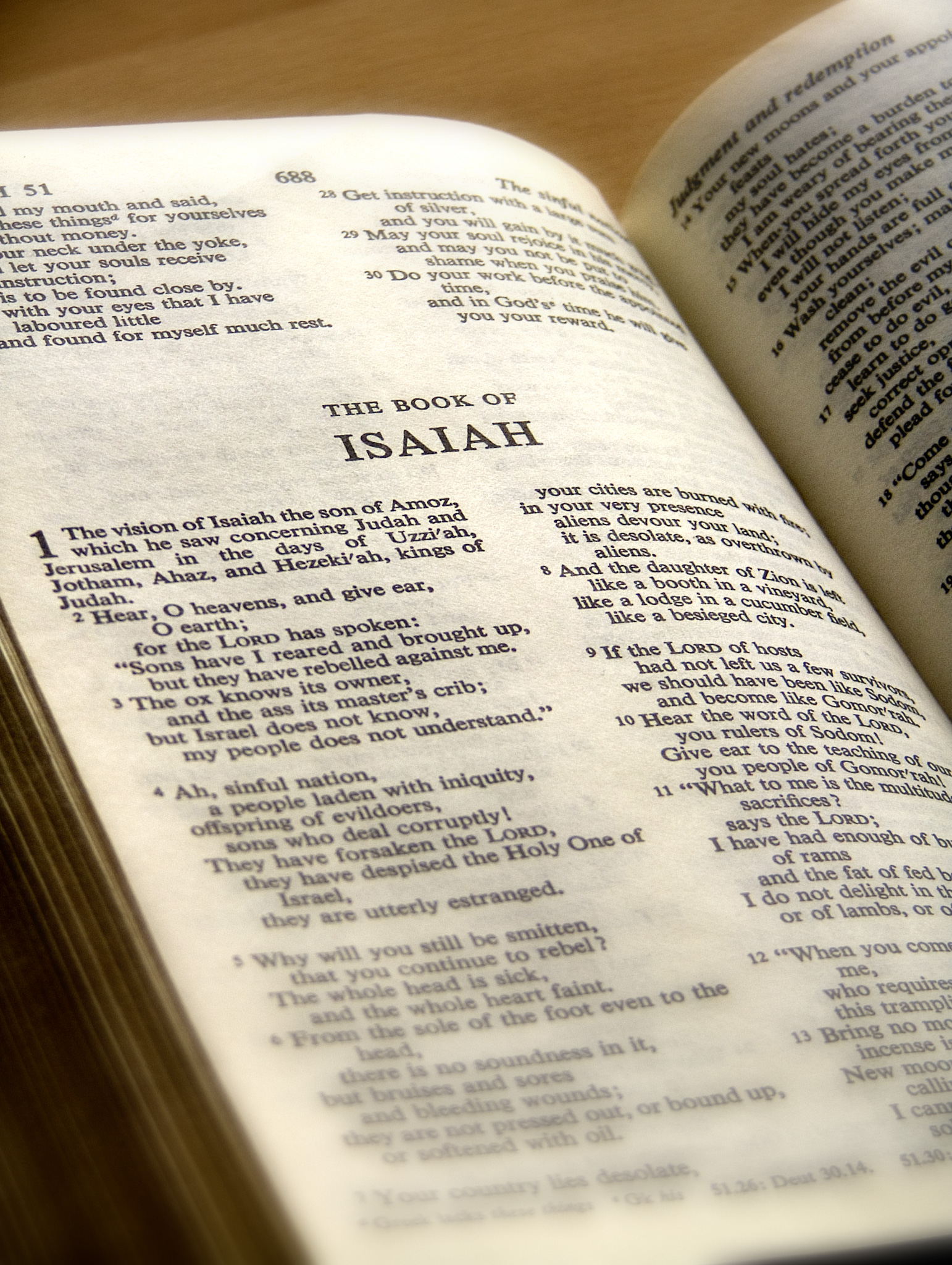
El Libro de Isaías en una Biblia inglesa.

La teología judeocristiana afirma que el Espíritu Santo inspiró los dichos y las acciones de los profetas bíblicos. Los principales profetas bíblicos son Isaías, Jeremías, Ezequiel, Daniel. Además, están los conocidos como profetas menores Oseas, Joel, Amós, Abdías, Jonás, Miqueas, Najum, Habacuc, Sofonías, Ageo, Zacarías y Malaquías. El siguiente ejemplo está sacado del libro de Ezequiel:

Después de hablar esa voz, el Espíritu entró en mí y pude escucharle. (Ez 2,2)

Este otro ejemplo es del Nuevo Testamento:

Mientras celebraban el oficio, dijo el Espíritu Santo: Reservadme a Pablo y Bernabé para la obra que les voy a encomendar. (Hch 13,2)

La tradición cristiana hereda del judaísmo esta tradición. En los Hechos de los apóstoles, el Espíritu Santo inspirará en numerosos pasajes a los apóstoles. Pablo hablaba del Espíritu Santo en sus epístolas. En la primera epístola a los corintios recomendaba alcanzar, por ejemplo, el don de profecía antes que el de lenguas, y ello por ser más provechoso 1Co 14:1.
La creencia en el don de profecía del Espíritu queda reflejada en el credo cristiano cuando dice «...y que habló por los profetas».
Citas bíblicas: Isaías;Isaías;Mateo;Marcos;Lucas;Lucas
Bibliografía. Rodríguez Carmona: op. cit. pp. 347-351; Granado, Carmelo: op. cit. pp. 36-37

### El Espíritu Santo durante la natividad e infancia de Jesús

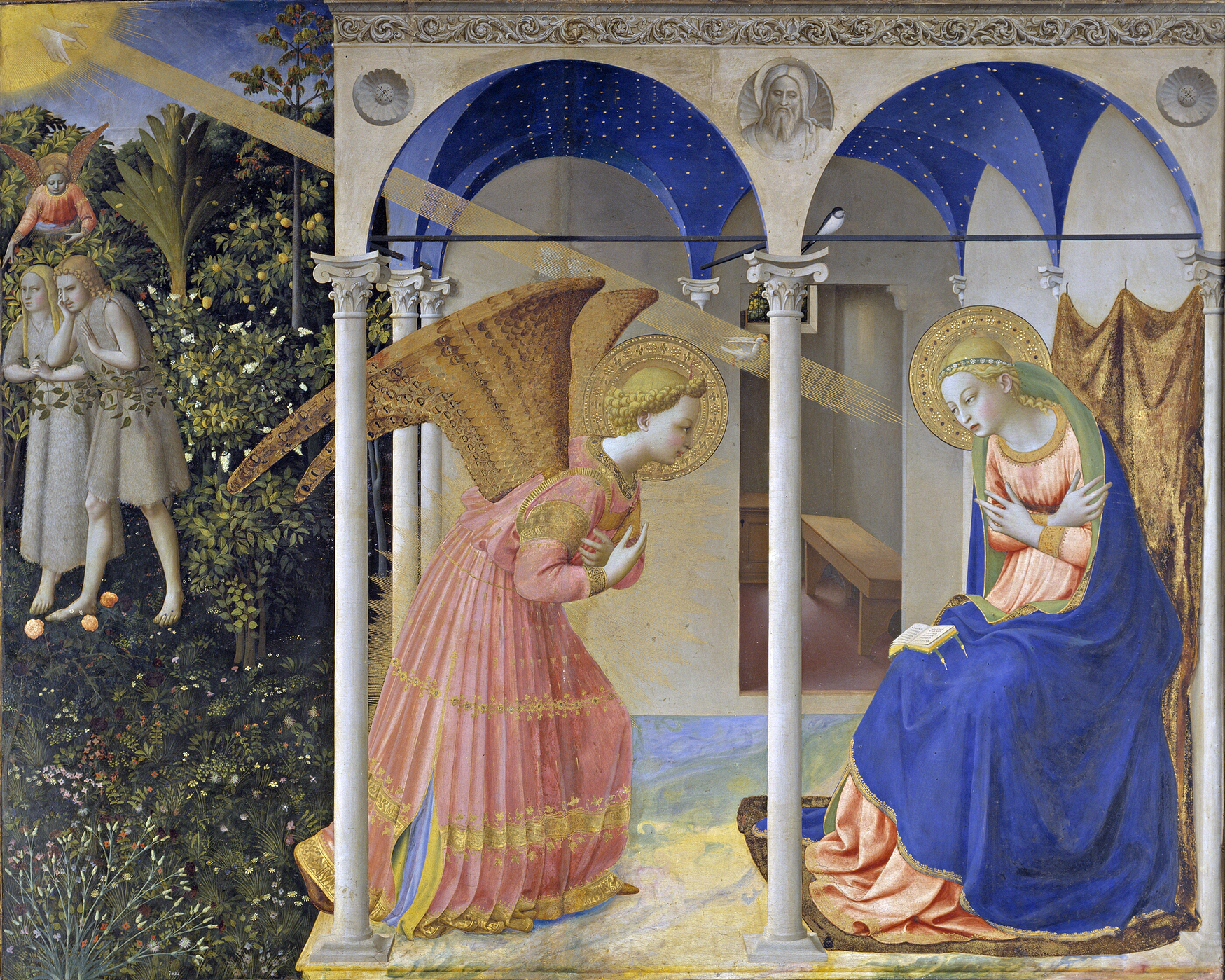
La anunciación de Fra Angélico (Museo del Prado, Madrid).

Lucas y Mateo, los evangelistas de la infancia de Jesús, comienzan sus escritos con los relatos de la natividad y la infancia de Jesús, donde se recogen varias intervenciones del Espíritu Santo. La más importante de todas es la «Concepción del Verbo» en el seno de María. En torno a este suceso, Lucas se extiende con la narración de la concepción y nacimiento, también extraordinarios, de Juan el Bautista. Mateo, más escueto, se limita a informar del suceso a través de un sueño que tiene José de Nazaret.
En el relato de Lucas, además de las dos anunciaciones que realiza el ángel Gabriel a Zacarías (Lc 1:11-17) y a María (Lc 1:26-38), el Espíritu Santo obra la concepción de esta última (Lc 1:35), y asimismo las inspiraciones que reciben Isabel, durante el episodio de la «Visitación» (Lc 1:39-42), y Zacarías, tras la elección del nombre de su hijo (Lc 1:67). Este relato se completa con la inspiración que recibe el sabio Simeón, quien reconoce en el niño Jesús durante su presentación en el templo al «Cristo del Señor» (Lc 2:25-32). En general, el relato de Lucas tiene muchas menciones al Espíritu Santo descritas con un estilo propio que se mantiene también en los Hechos de los apóstoles.
Citas bíblicas: Mt 1:18;Mt 1:20;Lc 1:15;Lc 1:35;Lc 1:41;Lc 1:67;Lc 2:25;Lc 2:26;Lc 2:27

### Bautismo en el Jordán

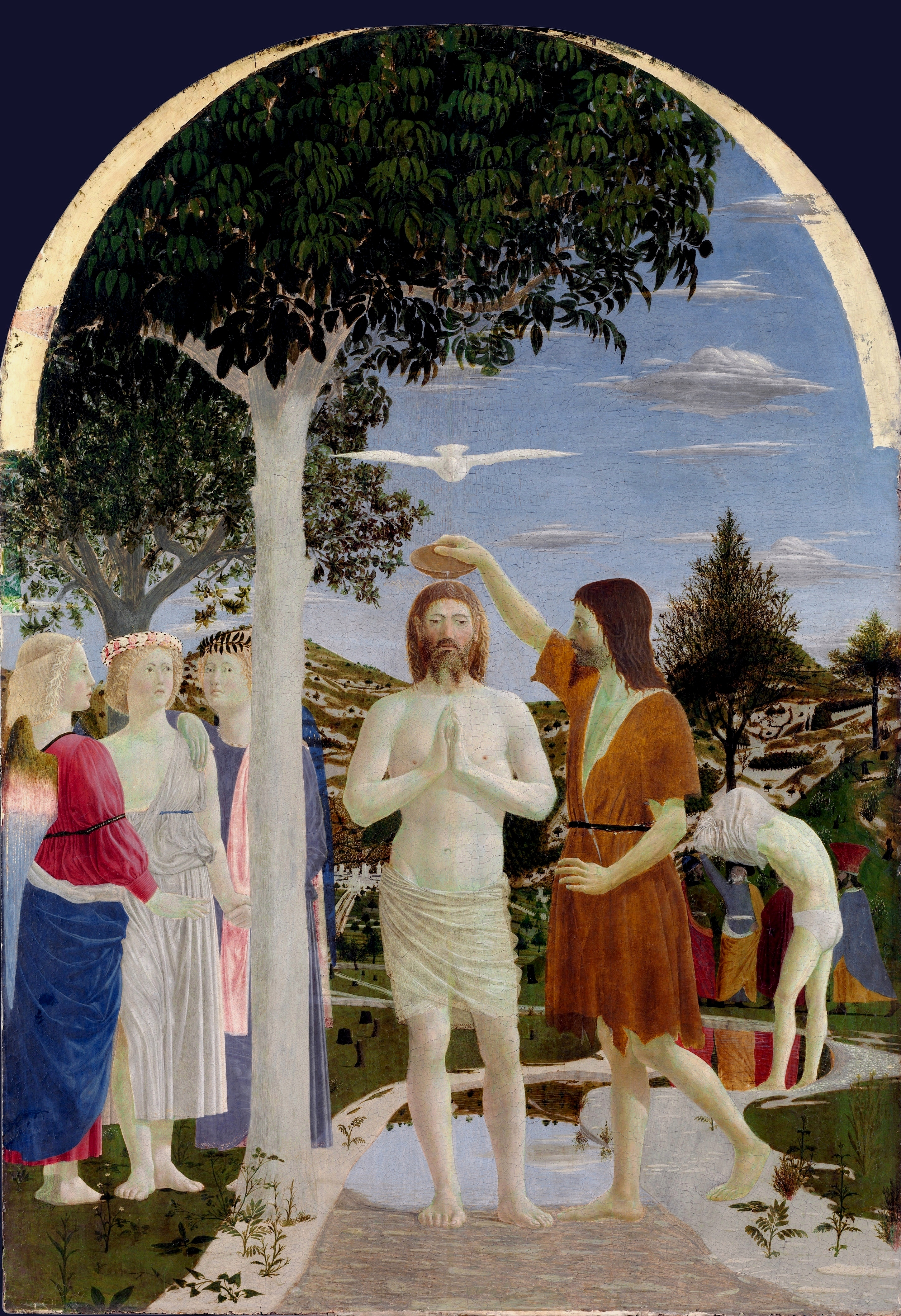
Bautismo de Cristo, pintura de Piero della Francesca (National Gallery, Londres).

El Bautismo de Jesús en el río Jordán da comienzo a su vida pública. Los cuatro evangelios dicen que, estando Juan el Bautista bautizando, se acercó a él Jesús para que le bautizase. Después de alguna vacilación, Juan accedió y, en el momento del bautismo, descendió sobre Jesús el Espíritu Santo en forma de paloma. Este pasaje proporciona el motivo iconográfico más utilizado para representar al Espíritu Santo (la paloma).
Después del bautismo, el Espíritu Santo inspira todas las palabras y acciones de Jesucristo. La primera decisión del Espíritu es retirar al desierto a Jesús durante cuarenta días, donde será tentado en tres ocasiones Lucas. También por inspiración suya vuelve a Galilea Lucas, donde tendrá lugar el episodio de la sinagoga de Nazaret.
La relación entre Jesucristo y el Espíritu Santo se prolonga más allá de la vida de este, pues el Espíritu Santo resucita a Cristo. Una vez resucitado, los evangelios narran que Cristo da su «Espíritu» a los apóstoles.
Citas bíblicas: Lc 3:16;Lc 3:22;Mt 3:11;Mt 3:16;Mr 1:8;Mr 1:10;Jn 1:32;Jn 1:33;Mt 4:1;Lc 4:1;Lc 4:14;Mr 1:12
Bibliografía. Mateo Seco: op. cit. pp. 50-53

### La transfiguración

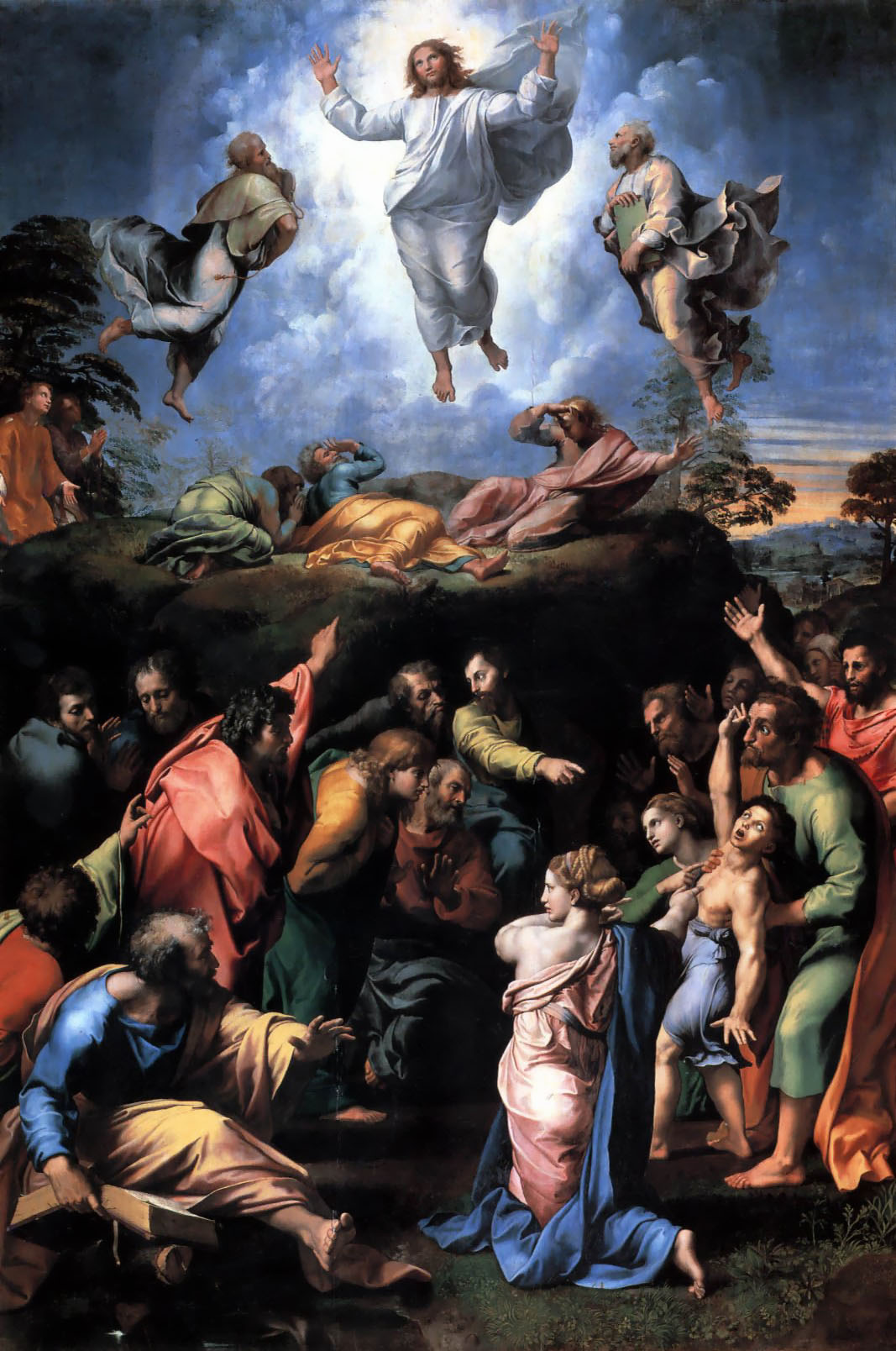
Transfiguración de Jesús, por Rafael y Giulio Romano (Museos Vaticanos, Roma).

Este es un ejemplo donde, a pesar de no existir ninguna mención explícita al Espíritu Santo, el pasaje es interpretado como tal. La narración bíblica coincide en los evangelios sinópticos. Pedro, Santiago y Juan acompañan a Jesús de Nazaret hasta la cima del monte Tabor. Una vez allí, la figura de Jesús se transfigura, quedando envuelta en una aureola resplandeciente. A su lado, aparecen Moisés y Elías. Entonces, una nube los envuelve y se oye una voz que dice: «Este es mi hijo amado, escuchadle».
En todo el pasaje no se menciona al Espíritu Santo. Sin embargo, la Iglesia ortodoxa interpreta el pasaje en un sentido trinitario, asumiendo que la voz que se oye es la del Padre y la nube que los envuelve, el Espíritu Santo. La nube sería en este pasaje el Espíritu Santo de forma análoga a la paloma en el Bautismo del Jordán. La transfiguración es una fiesta muy estimada en la liturgia ortodoxa como manifestación plena de la trinidad.
La transfiguración es un ejemplo de experiencia mística. Expresiones como «la subida al monte» o «el matrimonio espiritual» tienen un largo arraigo que se remonta a los Padres de la Iglesia. La «nube» es otro de esos símbolos.
Citas bíblicas: Mt 17:5;Lc 9:34;Mr 9:7

### Fórmula bautismal
Cada evangelio sinóptico concluye con la misión evangélica última que Jesús da a los apóstoles. Donde Lucas habla veladamente diciendo: «Vosotros daréis testimonio de esto» (Lc 24, 48), Marcos aporta un mandato firme: «Id por todo el mundo y predicad el evangelio a toda criatura» (Mc 16, 15) que Mateo concreta en lo que se conoce como «la fórmula bautismal»:

«enseñad a todas las gentes, bautizándolas en el nombre del Padre, del Hijo y del Espíritu Santo» (Mt 28,19)

Esta fórmula tiene una importancia capital, ya que se trata de una enumeración que, al menos en apariencia, parece equiparar el papel del Padre, del Hijo y del Espíritu Santo en el Bautismo. Su importancia en los primeros siglos del cristianismo queda atestiguada por su mención explícita en la sección litúrgica de la Didaké, en concreto en (VII, 1-4). Tres siglos después, esta fórmula proveerá a los trinitarios de uno de sus más sólidos argumentos.
La fórmula trinitaria convivió con la fórmula bautismal cristológica. Esta última se acuñó en el relato de la conversión del eunuco de Etiopía (Hechos). Es allí donde se pronuncia la versión más antigua del llamado símbolo de los Apóstoles.

Yo creo que Jesucristo es el Hijo de Dios. (Hch 8,37)

A lo largo de los siglos se impusieron las fórmulas trinitarias.
Citas bíblicas: Lc 24:48;Mc 16:15;Mt 28:19
Bibliografía. El símbolo de los apóstoles en el Quasten ; La didaké en el Quasten ; Mateo Seco: op. cit. pp. 235-239 ; Basilio de Cesárea: op. cit. pp. 144-145

### Día de Pentecostés

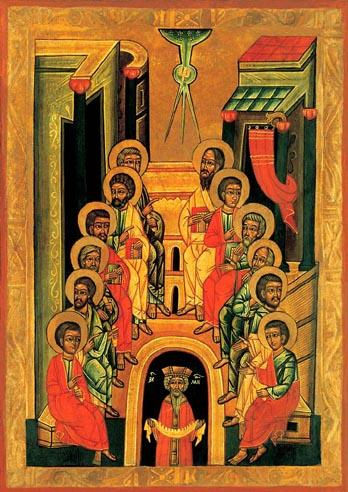
Pentecostés en una representación ortodoxa.

El libro de los Hechos de los apóstoles ha sido llamado «el Evangelio del Espíritu Santo» por su profusión y abundancia de citas. El capítulo 2 relata el acontecimiento de Pentecostés:

En el día de Pentecostés, y estando reunidos en un lugar, sucedió de repente que se produjo un ruido como del cielo parecido a un viento. Aparecieron entonces lenguas de fuego que se posaron sobre cada uno de ellos, llenándose todos del Espíritu Santo. Comenzaron a hablar en lenguas extrañas. (Hch 2, 1-4)

La entrega a los discípulos del «Espíritu de Dios» supone que, a partir de ese momento, el Espíritu Santo guiará sus palabras y sus actos, por lo menos en los momentos capitales.
Hay precedentes de la entrega del Espíritu Santo en los Evangelios, por ejemplo, en el evangelio de Juan, donde se dice:

Recibid el Espíritu Santo. A quien perdonareis los pecados, les serán perdonados. A quienes se los retuviereis, les serán retenidos.
Jn 20, 23

Las numerosas recepciones del Espíritu que se narran en los Hechos de los apóstoles son acompañadas en general de la administración del bautismo. Es frecuente que bautismo y Espíritu lleguen juntos, aunque no necesariamente. En la predicación realizada por Felipe en Samaria, este solo bautiza. Han de venir después Pedro y Juan para infundir el Espíritu (Hch 8, 12-17). La conversión del centurión Cornelio sucederá justo al revés: primero se recibirá el Espíritu y luego se administrará el bautismo.
Citas bíblicas: Hch 1:2;Hch 1:4;Hch 1:8;Hch 1:56;Hch 2;Hch 2:33;Hch 2:38;Hch 4:7;Hch 4:31;Hch 5:1-11;Hch 5:32;Hch 6:5;Hch 6:10;Hch 7:51;Hch 7:55;Hch 8:15-18;Hch 8:29;Hch 8:39;Hch 9:17;Hch 9:31;Hch 10:19;Hch 10:38;Hch 10:44;Hch 11:12;Hch 11:24;Hch 13:1;Hch 13:4;Hch 13:9;Hch 13:52;Hch 15:8;Hch 15:28;Hch 16:6;Hch 16:7;Hch 19:2;Hch 19:6;Hch 20:22-23;Hch 20:28;Hch 21:4;Hch 21:11;...

### El Espíritu Santo y la gentilidad
El capítulo 10 de los Hechos de los apóstoles relata la historia del centurión Cornelio. Cornelio fue el primer cristiano no judío en recibir el Espíritu Santo y ser bautizado.

Aún estaba Pedro diciendo estas palabras cuando descendió el Espíritu Santo sobre todos los que le oían, quedando fuera de sí los circuncidados de que el don del Espíritu se derramase sobre los gentiles porque les oían hablar en varias lenguas y glorificar a Dios.
Hch 10, 44-46

Con independencia de que este episodio sea histórico, alegórico o cualquier otra cosa, sí es cierto que a partir de cierto punto, el cristianismo rebasó la esfera de influencia de la sinagoga judía y llevó la predicación a los ámbitos paganos. Esta decisión, que el libro de los Hechos atribuye a Pedro, fue desarrollada típicamente por Pablo de Tarso, quien a través de sus viajes por Asia y Europa fundó las primeras comunidades cristianas no judías. También, como consecuencia de esto, se produjo la separación e independencia del cristianismo respecto del judaísmo.
Citas bíblicas: Hch 13;Hch 14;Hch 15;Hch 16;Hch 17
Bibliografía: Becker, Jünger: op. cit. cap. 5

### Las epístolas
Las epístolas son un conjunto de escritos bíblicos de transición. Contienen las primeras reflexiones sobre el cristianismo y gozan de carácter y autoridad apostólicos. De especial importancia son las epístolas de Pablo de Tarso que, auténticas o no, desarrollan los primeros gérmenes de la teología cristiana.
La epístola a los romanos contiene la principal exposición de la teología paulina y numerosas menciones al Espíritu Santo. Es uno de sus principales escritos.
La primera epístola a los corintios contiene unas reflexiones muy tempranas que tendrán una fuerte influencia en autores posteriores. Los capítulos 2, 12 y 14 son textos clásicos en lo que al Espíritu Santo se refiere.
2 Corintios tiene la bendición más antigua en la que aparecen el amor del Padre, la gracia del Hijo y la comunión del Espíritu Santo.
La epístola a los gálatas contiene la cita sobre los frutos del Espíritu.
La epístola a los efesios tiene una mención sobre la acción del Espíritu Santo como un sello y una advertencia para no entristecer al «Espíritu Santo de Dios».
La epístola a los filipenses se refiere al Espíritu Santo como «Espíritu de Dios» y habla de la «donación del Espíritu de Jesucristo». También habla de aquellos que reciben «alguna comunicación del Espíritu».
1 Timoteo tiene un par de menciones.
2 Timoteo menciona al Espíritu Santo en relación con las virtudes cristianas.
Tito tiene una referencia a la regeneración por el Espíritu Santo.
La epístola a Filemón no tiene menciones. La epístola a los colosenses tiene una mención menor aislada.
Hebreos, por tratarse de una epístola dirigida a una comunidad próxima al judaísmo, pone con frecuencia por testigo al Espíritu Santo. El capítulo primero debate la cuestión de si Cristo es superior a los ángeles.
La primera epístola de Pedro menciona que la resurrección de Cristo es obra del Espíritu. La segunda epístola de Pedro reafirma el carácter profético del Espíritu Santo.
La primera y segunda epístola de Juan contienen algunas fórmulas que excluyen al Espíritu Santo. Dice en otro punto que Cristo «...nos dio de su Espíritu». Asimismo, el Espíritu da testimonio porque «el Espíritu es la verdad». Nada menciona la tercera epístola de Juan, muy sucinta ella.
La epístola de Judas tiene una sencilla recomendación de orar en el Espíritu Santo.

## El Espíritu Santo en el judaísmo
En la teología judía, el Espíritu Santo es mentado como «Ruaj Hakodesh», expresión que puede traducirse como el «aliento de Dios» o «Espíritu de Dios». Dicho Espíritu es una personificación del poder creador y vital divino a través del cual Dios participa en la creación y opera sobre ella. Nunca se trata de algo autónomo e independiente, que tenga voluntad propia, sino de una cualidad de Dios, al modo que la belleza o la sabiduría de una persona opera y actúa como fuerza efectiva, sin que se puedan separar empero de su portador. En tanto que aliento, se puede decir figuradamente que «habla». En tanto que fuerza creadora y vivificante, se puede decir que «crea» y «mantiene creado» el mundo.
Tal como se ha mencionado anteriormente, otro aspecto de su «economía» es la de dirigir a reyes y profetas. Por él, los reyes son ungidos y capacitados para gobernar. Por él, los profetas son inspirados y comunican el mensaje de Dios. Dado que el Espíritu Santo lo conoce todo, se le atribuye el don de profecía. Asimismo es el vehículo de la revelación. En consecuencia, el Espíritu Santo es el inspirador de la Biblia hebrea.
El Espíritu Santo, cuando habita en una persona, la purifica elevando su condición moral. En este sentido, la persona es «santificada» por su acción. Asimismo, puede perderlo a causa de su debilidad.
Bibliografía: Rodríguez Carmona: op. cit. pp. 347-351

La frase  en  Idioma hebreo Ruaj ha-Kodesh (escrito en alefbeth: רוח הקודש ,en español pronunciado: Ruaj ha Kodesh en inglés aproximadamente como :Ruah (h)a Kodesh); siendo la palabra Ruaj o Ruah equivalente a Espíritu, Ha al artículo español El  y Kodesh el adjetivo que significa -en sentido positivo- Santo o Sagrado], "espíritu santo" y también transcrito ruaḥ ha-qodesh) es un término usado en la Biblia hebrea (El Tanaj) y los escritos judíos para referirse al espíritu de YHWH (רוח יהוה). Literalmente significa "el Espíritu de Santidad" o "el espíritu del lugar santo". Los términos hebreos ruaḥ qodshəka, "tu santo espíritu" (רוּחַ קָדְשְׁךָ) y qodshō ruaḥ, "su espíritu santo" (רוּחַ קָדְשׁ֑וֹ) también se producen (cuando se añade un sufijo  posesivo al artículo definido). El  en el judaísmo en general, se refiere al aspecto divino de la profecía y la sabiduría (חכמה jojmá) cuyo resultado es la conciencia o דעת  daath (la principal riqueza que Dios donó al humano). También se refiere a la fuerza divina, la calidad, y la influencia santa de Dios, el universo o sobre sus criaturas, en determinados contextos.

## El Espíritu Santo en la teología cristiana
En contra de lo que se pudiera suponer, esta cuestión no fue una mera controversia entre especialistas. Un autor del siglo IV, Gregorio de Nacianzo, comentaba al respecto:

En Constantinopla, si entrabas en una tahona para comprar un pan, el panadero, en vez de deciros el precio, se ponía a argumentar que el Padre es mayor que el Hijo; el cambista discutía del Engendrado y del Eterno en vez de contarte el dinero; y si querías tomar un baño, ¡el bañero te aseguraba que el Hijo procede de la nada!.

Esta situación puede dar idea del ambiente tan distinto y de la importancia que esta cuestión tuvo para propios y extraños.

### Contexto histórico
El cristianismo nació en el seno de la religión judía y se extendió por la zona de influencia del Imperio romano. Estos dos términos condicionan su teología. Por una parte, heredó del judaísmo un fuerte sentimiento monoteísta, que podría traducirse en una formulación: «Existe un único Dios y, ese Dios, es creador de todas las cosas». Su expansión, sin embargo, se produjo en un entorno marcado por la proliferación de religiones politeístas y sistemas filosóficos, frente a los que el cristianismo tuvo que definirse y distinguirse. Los tres siglos que van desde el comienzo de la predicación cristiana hasta su institución como religión del imperio pueden interpretarse como la forja lenta y paulatina de una teología que exploró todas las variantes permitidas por sus fuentes teológicas y que fue decidiendo, caso a caso, lo que, a juicio de aquellas comunidades, estaba en consonancia con el sentimiento cristiano. La prolongada tensión entre ortodoxia y heterodoxia fue el mecanismo selectivo que, en el siglo IV, dio lugar a la concreción de fórmulas concisas, los símbolos o credos, que hoy conocemos como la base teológica, más o menos estable y mayoritaria, de la religión cristiana. Al lado de dicha ortodoxia, que también presenta sus matices entre las principales denominaciones cristianas (católicos, ortodoxos y protestantes), subsisten hoy por hoy comunidades cristianas afincadas en alguna de aquellas heterodoxias o nuevos movimientos religiosos que reeditan algunas de ellas.
Bibliografía. Quasten: Patrología I y II ; Trevijano Ramón: Patrología

### Interpretación modalista
En las Escrituras Hebreas, llamadas también Antiguo Testamento por los cristianos, hay referencias al Espíritu Santo (el de Yavé) Sal 51:11 Joe 2:28,29 donde se dice que alguien puede llenarse de Espíritu Santo, que este puede venir sobre la persona y envolverla Ex 31:3Jue 3:10Jue 6:34, que parte del Espíritu Santo de Dios se le puede quitar a alguien y dar a otra persona Nú 11:17,25, y que el Espíritu Santo puede actuar en alguien y facultarlo para hacer obras sobrehumanas Jue 14:61Sa 10:6.
Todas estas declaraciones dificultaban la concepción de tal espíritu como una persona ya que no resulta razonable dar parte de una persona a otra. Además, no existen pruebas de que los judíos fieles consideraran al Espíritu Santo como una persona igual al Padre cuando Jesús estuvo en la tierra. No adoraban ningún Espíritu Santo. Más bien adoraban únicamente a Jehová o Yavé.
La teología modalista, defendida principalmente por Sabelio (y llamada a menudo por ello sabelianismo), afirma que no hay distinción entre las personas divinas, y por tanto el Padre, el Hijo y el Espíritu Santo son una única entidad, Dios, que se manifiesta de diversas maneras (modalidades). Por tanto, según esta teología, el Espíritu Santo no es más que una manera de expresar la acción de Dios mismo en el mundo. Así, Sabelio quería aclarar la relación entre Padre, Hijo y Espíritu Santo sin contradecir el estricto monoteísmo judío.

### Interpretación arriana
En la Biblia aparecen entidades sobrenaturales que intervienen en los acontecimientos históricos. En ella, se reserva el término ángeles para referirse a aquellos seres que se hallan en armonía con Dios y el de demonios para los que están en oposición. En la teología cristiana, todos estos seres, a pesar de su elevada o degradada dignidad comparten con el hombre y el resto de los seres naturales su condición de «criaturas», término que alude a su carácter de seres creados, de seres que comienzan su existencia en un cierto momento del tiempo y antes del cual no existían. Dicho comienzo ontológico puede ser muy remoto, ciertamente, pero esa apreciación cuantitativa pierde su importancia frente al modo intemporal de existencia que se le atribuye a Dios. Lo característico de Dios sería una cualidad dual. Por una parte, la de ser un principio increado, eterno, y, por otro, un principio creador de otros seres. Santo Tomás lo expresaba, diciendo: «Dios es aquel en quien ser y existir no están separados».
Una distinción temprana, común a la teología judía y a la cristiana fue el rechazo del culto a los ángeles, por considerarlo una forma de idolatría. Aunque los templos cristianos y su liturgia abundan en muestras de alabanza y reverencia a los ángeles, ambas teologías consideran que el culto se debe únicamente a Dios.
El arrianismo consiste en considerar al Hijo como la primera y más excelsa de las criaturas o, dicho de otra forma, como el primero de los ángeles. El dilema que plantea el arrianismo es, por tanto, si el hijo es creado o engendrado. Ambos términos expresan una procedencia del principio Padre creador, pero en un caso dicha procedencia se produce inmersa en la existencia temporal y en el otro no. La criatura supone que el tiempo ha comenzado. No así en el otro caso donde la procedencia se realiza en un estado que la liturgia y la literatura cristianas han descrito con la fórmula: «antes de todos los siglos». Dicho estado atemporal sería previo a la creación misma del tiempo.
El enfrentamiento entre las tesis arrianistas y las encarnacionistas se desarrolló a lo largo del siglo IV. Inicialmente el Concilio de Nicea (325) adoptó un credo encarnacionista pero más tarde el sínodo de Rimini-Seleucia (359) se decantó por un credo arriano y el emperador Constancio II hizo oficiales sus tesis. El arrianismo se propagó a los pueblos germánicos, entre los que prosperó hasta el siglo VI. Sin embargo, en el Imperio el arrianismo fue perdiendo adeptos en favor de las tesis trinitarias y terminó siendo proscrito por el Concilio de Constantinopla (381).
Una vez derrotado el arrianismo en el Imperio, el debate se centró en la segunda parte de la cuestión, que estaba implícita y a la espera de que se resolviese la primera. Esa segunda cuestión consistía en inquirir con cuidado de qué naturaleza era el Espíritu Santo y cuál era la dignidad que se le debía. La teología judía transmitía una interpretación del tipo «fuerza divina», pero la tradición lucana y litúrgica sugerían cierta divinidad del Espíritu. Era obvio para los Padres de la Iglesia que si el arrianismo era cierto y el Hijo era la primera criatura, al Espíritu Santo no le quedaba más remedio que ser cualidad divina, como afirmaba el modalismo o, como mucho, segunda criatura o segundo ángel. Al imponerse las tesis encarnacionistas y por tanto resuelta la polémica del Hijo en favor de su divinidad, quedaron expeditas las cuatro interpretaciones mencionadas al comienzo del artículo. La interpretación arriana, referida al Espíritu Santo en vez de al Hijo, se desató en la segunda mitad del siglo IV y sus partidarios fueron denominados por sus adversarios «pneumatómacos», los que «matan al Espíritu».
Bibliografía: Mateo Seco: op. cit. cap 4 ; Trevijano, Ramón: op. cit. pp. 189-200; Arrio en el Quasten; Gregorio Nacianceno: op. cit. 5º discurso teológico; 

### Interpretación triteísta
El triteísmo es exactamente un politeísmo de tres dioses. Se sobreentiende que no valen tres dioses cualesquiera sino que deben ser los de más alto rango y los responsables, en definitiva, de la creación del mundo. Triteísmo y trinidad son dos términos teológicos muy precisos que suelen de todos modos confundirse. Brahmā, Shivá y Visnú son los dioses de un sistema triteísta, pero no forman una trinidad. La diferencia es que en el sistema triteísta hay tres naturalezas bien distintas y en el trinitarismo hay tres personas. De ahí que el triteísmo sea considerado como una forma de politeísmo, pero el trinitarismo no. El triteísmo apareció en la Iglesia en el siglo III, en varios autores cuyas doctrinas la Iglesia rechazó.
Bibliografía: El triteísmo en la GER ; 5º párrafo

### Interpretación trinitaria

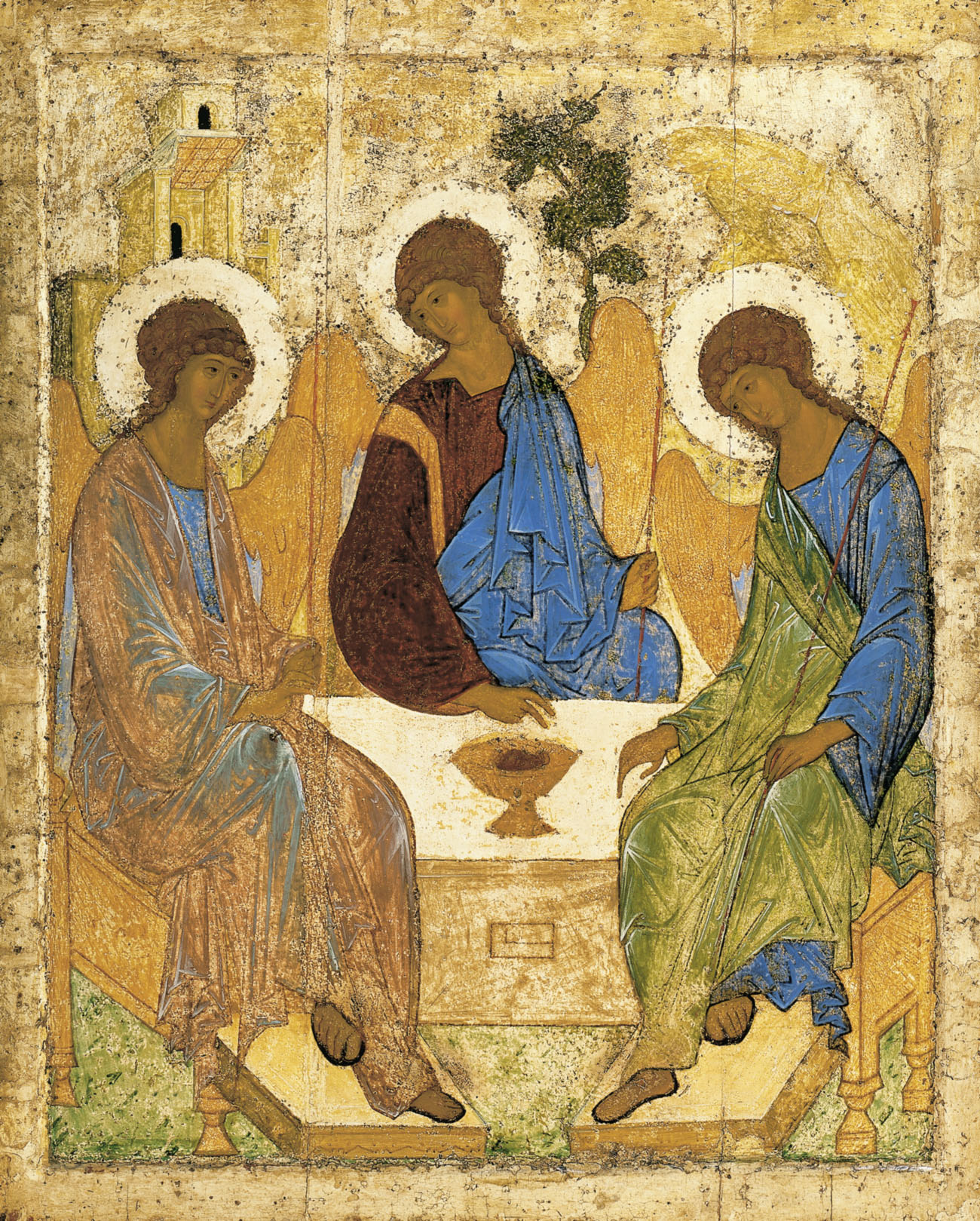
Santísima Trinidad de Andrei Rubliov (Galería Tretyakov, Moscú).

El dogma trinitario fue fijado mayormente en el siglo IV por Atanasio y los Padres Capadocios a raíz de la controversia arriana. Dicha controversia fue el motor de una profundización sobre la naturaleza de la divinidad, a partir de las fuentes teológicas cristianas y la tradición de las comunidades. El dogma trinitario quería, por una parte, dar respuesta a las dificultades planteadas y, por otra y en igual medida, proteger el cristianismo contra tres tendencias que, en opinión de los Padres, amenazaban al cristianismo.
La primera tendencia era el monoteísmo judío. La noción de Dios hecho hombre, Dios muerto y Dios resucitado era de partida incompatible con dicho monoteísmo, de marcado carácter patriarcal. Los intentos por conciliar ambas visiones se traducían en diversas variantes teológicas que rebajaban la dignidad de Jesucristo, considerándolo un hombre muy evolucionado (ebionismo) o un ángel excelso (arrianismo). Este menoscabo de la dignidad del Hijo y, como añadidura, de la del Espíritu Santo, es la primera tendencia que se quiso evitar.
La segunda tendencia que se quiso sortear fue el politeísmo pagano, habitual en las religiones caldea, egipcia y grecorromana. Desde sus comienzos, el cristianismo quedó expuesto a la acusación de politeísmo por parte de los círculos judíos debido a la afirmación de que existe un Dios Padre, un Dios Hijo y un Dios Espíritu Santo. Refutar tal acusación era una prioridad para los Padres.
La tercera tendencia fue la excesiva intelectualización del cristianismo como consecuencia de su contacto con la filosofía griega. Comprender o desentrañar el misterio divino hubiese significado subordinar a Dios a la razón, algo inaceptable para el sentido teológico de los Padres.
Con este fin, la formulación del dogma trinitario fue realizada utilizando dos términos provenientes de la filosofía griega, a los que se dio un significado teológico muy preciso. Dichos términos fueron «ousía» (naturaleza o sustancia) e «hipóstasis» (persona). De forma muy sencilla se podría decir que «ousía» alude a lo general e «hipóstasis» a lo particular. Si se tratase, por ejemplo, de caballos, la «ousía» del caballo sería más o menos la esencia, la idea o la especie caballo, mientras que sus «hipóstasis» serían cada uno de los ejemplares de caballo que existe. Si se tratase de hombres, la «ousía» del hombre sería lo que hoy se entiende por «humanidad», mientras que las «hipóstasis» serían cada una de las personas o individuos.
Es importante notar que estos términos fueron formulados en una época que tenía otro contexto intelectual. Hoy en día, la humanidad o el género caballo son abstracciones intelectuales carentes de realidad. Lo real, en cambio, es la persona con la que se habla o el caballo que se ve. Este posicionamiento vital contrasta fuertemente con el platonismo para el que las ideas eran la verdadera realidad y los ejemplares, su sombra.
Entre estas dos posturas extremas, los Padres de la Iglesia escogieron un punto intermedio, atribuyendo plena realidad a la idea y al ejemplar, a la ousía y a la hipóstasis. La realidad de la humanidad quedó reflejada en el término «Iglesia». La «Iglesia» era la «comunidad en Cristo» y representaba ese vínculo esencial interior que unificaba la diversidad de comunidades y personas. De ahí que, con la mayor naturalidad, se hablase de ella como única y católica (universal). En este sentido, la Iglesia, además de una institución, era una realidad espiritual intangible pero efectiva. Por otro lado, en relación con el pecado original, se entendía dicho pecado como una corrupción de la «ousía» o naturaleza humana, heredada después por todos sus ejemplares, las distintas personas. Esta noción modeló la soteriología cristiana de la siguiente manera. No importa cuán virtuosa fuese una persona. Dicha persona no podía salvarse mientras la naturaleza humana no quedase redimida o liberada de su falla, quiebra, pecado o corrupción, lo cual era inasequible a las personas y solo posible a Dios. Por medio de Cristo, Dios restituye a la naturaleza humana su dignidad espiritual haciendo posible, ahora sí, que cada persona, por un esfuerzo personal, se salve. En este trabajo personal es donde, según los Padres, interviene de manera decisiva el Espíritu Santo.
Los Padres traspusieron los términos «ousía» e «hipóstasis» a la divinidad afirmando, que existe una única ousía, naturaleza o esencia divina, pero tres personas o hipóstasis: el Padre, el Hijo y el Espíritu Santo. Dichas personas eran «consustanciales» o «de la misma naturaleza» (homoousios), de modo que, en su esencia, eran el mismo y único Dios. Por el contrario, como personas o hipóstasis eran distintas y distinguibles, de una parte por su «economía» y, de otra, por tres
cualidades intrínsecas: «ser ingénito» (el Padre), «ser engendrado» (el Hijo) y «proceder del Padre» (el Espíritu Santo).
La afirmación de una única «ousía» o esencia divina permitió evitar el politeísmo triteísta. De ahí que el cristianismo se considere una religión monoteísta. La existencia de tres personas divinas permitió sortear el monoteísmo judío y afirmar la plena divinidad del Hijo y del Espíritu Santo. La idea de tres personas divinas en una sola naturaleza, por su misma esencia contradictoria, blindó el misterio divino contra la especulación filosófica.
En el pensamiento teológico sobre la Trinidad, la acción del Hijo y del Espíritu Santo son inseparables y complementarias. El Hijo dirige su obra hacia lo general del hombre, a su «ousía», mientras que el Espíritu Santo obra sobre cada persona en particular. Cristo presta su persona divina a la naturaleza humana, haciéndose «cabeza de la Iglesia». El Espíritu Santo presta su naturaleza divina a cada persona humana, divinizándola a través de la comunicación de dones sobrenaturales.

### Interpretación unitarista
La teología unitaria clásica se basa en el rechazo del dogma de la Trinidad. Aunque algunos de los pioneros del Unitarismo, como Miguel Servet, defendían una interpretación modalista de la divinidad cristiana, a partir de Fausto Socino se va imponiendo la concepción de que Dios es una única persona, el Padre, por lo que ni el Hijo ni el Espíritu Santo pueden considerarse entidades divinas ni modalidades de Dios. Así, el Espíritu Santo es interpretado en el Catecismo Racoviano (1605) como el poder de Dios (Cap. VI, sección V), procedente de Dios, y no Dios mismo. Esta enseñanza se ha preservado en las Iglesias unitarias de Europa Central, mientras que la Asociación Unitaria Universalista de Estados Unidos da libertad a sus miembros en cuestiones teológicas.

### El Espíritu Santo en la teología mística
Una de las ramas tradicionales de la teología cristiana es la teología mística. En ella, se tratan aquellos aspectos de la teología que tienen que ver con el perfeccionamiento y la deificación del hombre, entendiendo por deificación su restitución a la dignidad espiritual perdida a raíz del pecado original. En la mística cristiana, la deificación es el acercamiento entre dos términos, si no contrarios, por lo menos muy alejados entre sí, como son la naturaleza humana y la divina. El hombre debe recorrer la parte del camino que está en su mano recorrer y que consiste en purificar el alma («vía purgativa»). Los distintos ejercicios espirituales de meditación cristiana y la vida monástica en general proveen de técnicas y medios para realizar dicha purgación. Del lado divino se proveen dos ayudas para completar el camino, que son el Hijo y el Espíritu Santo. La obra del Hijo, a través de su encarnación, muerte y resurrección restituye la naturaleza humana a su dignidad original, dirigiendo su acción (su economía) a la humanidad en conjunto y, no tanto, a cada persona individual. Se puede decir que el Hijo asume como propio el arquetipo de la humanidad y se hace modelo de imitación para todo hombre. Sobre la obra del Hijo y, solo porque dicha obra se cumple, puede actuar en plenitud el Espíritu Santo. Su acción complementa la del Hijo porque se dirige a cada persona individual y, no tanto, a la humanidad en general. La obra conjunta del Hijo y del Espíritu es la que, como acto de gracia, permite la deificación. Recibir el Espíritu Santo a través del bautismo, en el contexto de la teología mística, es pasar de la vía purgativa a la «vía iluminativa», ascenso que será completado con la ulterior deificación o «vía unitiva». En el momento de la iluminación, y por medio del Espíritu, el hombre recibe dones espirituales diversos. El siguiente pasaje está extraído de la obra de Basilio, uno de los tres Padres Capadocios.

La relación del Espíritu con el alma no es cercanía [...] sino alejamiento de las pasiones, que más tarde atacaron al alma por su amor a la carne y la privaron de la intimidad con Dios. Solamente se acercará al Paráclito si se purifica de la malicia que adquirió por la maldad, y si se levanta hasta la belleza de la naturaleza y si restituye a esa imagen real su forma primigenia a través de la purificación. Pues aquel, como un sol, capturado por una mirada purificada, te muestra en sí mismo la imagen de lo invisible. En la bienaventurada contemplación de la imagen verás la inefable belleza del arquetipo. Por Él (recibimos) la elevación de los corazones, la asistencia de los enfermos, la perfección de los proficientes.Este iluminaba a los purificados de toda mancha y por la misma comunión con él los vuelve espirituales. Y como (las partes) brillantes y diáfanas de los cuerpos, al caerles un rayo de luz se vuelven resplandecientes y difunden otro resplandor pro sí mismas, así las almas que llevan al Espíritu, iluminadas por el Espíritu, ellas mismas se hacen espirituales y emiten la gracia para los demás. Por tanto, el conocimiento previo de las cosas por venir, la ciencia de los misterios, la percepción de las cosas ocultas, la repartición de los carismas, la ciudadanía celestial, la danza coral con los ángeles, el gozo sin fin, la permanencia en Dios, la semejanza con Dios, la excelencia de las cosas deseadas, (la) vuelven dios.
Basilio de Cesarea. El Espíritu Santo cap IX parr. 23.

Bibliografía. Lossky: op. cit. ; Teófilo Martín: op. cit. pp. 196-200 ; Basilio de Cesárea: op. cit. 143-144

## Historia de la pneumatología
La historia de la pneumatología no tiene unas fronteras definidas. Se puede decir que comienza con la formación de las primeras comunidades cristianas y la redacción de los evangelios en el siglo I. Ya entonces quedó planteada de forma latente la cuestión. El siglo II tropezó con ella pero no la profundizó porque tenía el problema más acuciante de defenderse de las persecuciones. El siglo III exploró el problema y lo planteó de forma teórica. El siglo IV llevó esos planteamientos hasta el final y produjo un grupo de heterodoxias muy conocidas y persistentes como fueron el arrianismo y su consecuencia lógica, el movimiento «pneumatómaco» o macedoniano. La cuestión quedó resuelta en los concilios de Nicea y Constantinopla en favor de la tesis trinitaria.
Desde el siglo IV hasta el siglo XVI, la pneumatología quedó absorbida como una parte de la trinitología. La discusión en esos siglos se centró en definir las relaciones entre el Padre, el Hijo y el Espíritu Santo. La teología occidental o latina profundizó en esa línea asumiendo la tesis del «Filioque». Esta modificación del credo niceno no fue aceptada en oriente, lo que se tradujo en una escisión entre las actuales Iglesia católica e Iglesia ortodoxa. Es lo que se conoce como Cisma de Oriente y Occidente que perdura hasta nuestros días. Ambas iglesias se declaran por tanto trinitarias, aunque difieran en el matiz «Filioque».
En el siglo XVI y en el occidente centroeuropeo, nace el cristianismo protestante. Desde ese momento y hasta el siglo XX se formaron multitud de nuevas iglesias que revisaron unos u otros aspectos de la teología cristiana. El cuerpo general de las iglesias protestantes sostuvo la tesis trinitaria aunque algunas de ellas retomaron las tesis modalistas, las arrianas y las triteístas. Todo ello y los intentos por acercar las tesis católicas y ortodoxas mantienen viva esta cuestión.

### Esbozo de una pneumatología naciente (sigloII)
Los teólogos del siglo II no se preocuparon demasiado por esta cuestión. Los autores apostólicos estaban más pendientes de la organización de las iglesias y de las persecuciones. Hay que esperar a mediados de ese siglo para encontrar las primeras reflexiones al hilo de la apologética cristiana.
Clemente de Roma es uno de los padres apostólicos. En la primera epístola tiene fórmulas cristológicas y trinitarias.
Ignacio de Antioquía (m~110) escribió siete cartas a las comunidades cristianas. Afirma explícitamente la divinidad del Hijo que «estaba junto al Padre antes de todos los siglos». Acerca de la divinidad del Espíritu Santo no existe posicionamiento explícito. Tiene fórmulas trinitarias y cristológicas. Tiene también una confesión personal acerca de una revelación del Espíritu Santo.
Policarpo de Esmirna tampoco menciona nada sobre el Espíritu Santo. Distingue entre Dios y Jesús utilizando la fórmula «Dios y Padre de nuestro señor Jesucristo» (Flp XII,2), que también aparece en Efesios.
Papías de Hierápolis vivió en los años que siguieron a la muerte de los apóstoles de Jesucristo. Era compañero de Policarpo, del que se dice que fue discípulo del apóstol Juan. Papías escribió cinco libros pero su obra desapareció. La citan Ireneo de Lyon, del siglo II y Eusebio de Cesarea, del siglo IV. El hecho es que aún se leía su obra en el siglo IX. Actualmente solo quedan fragmentos de sus escritos, en los cuales no dice nada del Espíritu santo.
El Pastor de Hermas parece concebir al Espíritu Santo en el sentido del antiguo judaísmo como un Espíritu de Dios. Su cristología nunca utiliza expresiones como «Jesús»
o «Cristo» y sí ciertas designaciones angelológicas: «Ángel Santísimo», «Ángel Glorioso», «Miguel», etc.
Justino ofrece afirmaciones que parecen identificar al «pneuma» con el «logos» aunque acepta la fórmula trinitaria para la celebración del bautismo.
Atenágoras de Atenas evita el subordinacionismo de otros apologetas griegos. Tiene una definición de la trinidad sorprendente para la época.
Teófilo de Antioquía, sexto obispo de Antioquía es el primero en usar la expresión «trinidad» (trias).

### Desarrollo de la pneumatología (sigloIII)
Al final del siglo II e inicios del III las reflexiones de los Padres de la Iglesia acerca de la fórmula bautismal que aparece en Mt 28 19-20 y la idea de la preexistencia de Cristo que Pablo afirma en los himnos cristológicos, llevaron a una creciente especulación acerca del Espíritu Santo.
Tertuliano usa expresiones como «el tercer nombre de la divinidad» o «tercero por relación con Dios Padre y con Dios Hijo» (cf. Adversus Prax. 30 5) o también «fuerza vicaria del Hijo» (De praescr. haeret. 13 5). Define al Espíritu Santo como quien nos muestra a Dios, fuente de toda revelación y las relaciones entre el Padre, el Hijo y el Espíritu Santo como un tipo de unión que no es identificación sino más bien como las de la raíz, el tronco y el fruto de un árbol y otras comparaciones semejantes (cf. Adv. Prax. 8 7). Él también acuñó la fórmula «tres personae, una substantia» (Adv. Prax. 8 9). Por todo ello, es presentado como uno de los primeros teóricos de la Trinidad (al parecer, la expresión «trinitas» en latín es usada primero por él aunque ya existía su correspondiente griego «trias» usada por Teófilo de Antioquía en Ad. Auto. II 15 si bien en esta trias, se identificaba al Espíritu Santo con la sabiduría). Su posición podría ser considerada como subordinacionista dado que aun cuando reconoce la divinidad de las tres personas, propugna una cierta jerarquía entre ellas. Véase, por ejemplo, la siguiente cita:

«No debemos suponer que haya algún otro ser aparte de Dios que no sea engendrado ni creado [...] ¿Como puede ser que algo, excepto el Padre, sea más viejo, y a causa de esto más noble, que el Hijo de Dios, la Palabra unigénita y primogénita? [...] Ese [Dios] que no requirió un Hacedor para darle existencia, estará mucho más elevado en categoría que ese [el Hijo] que tuvo un autor que lo trajo a la existencia» The Ante-Nicene Fathers, tomo III.

Hipólito de Roma afirma una concepción semejante del Espíritu Santo: es la fuente del conocimiento de Dios y es Aquel que está en todo (cf. C. Noet. 12).
Sin embargo, a Orígenes se debe una reflexión más amplia y sistemática sobre el Espíritu Santo. Los problemas que se debatían en ese entonces tenían que ver con el ser o no generado del Espíritu Santo o si se trataba o no de una sustancia. Orígenes concibe la Trinidad como un trío de círculos concéntricos, donde el Espíritu Santo es el más pequeño e interior y que, afirma, tiene dominio sobre las realidades espirituales (cf. De Princip. I 5 7) y realiza su santificación (cf. De princ. praef. 3; I 1 3; 3 4; 5; 7; II 7 2; 11 5; IV 3 14). Llama al Padre, al Hijo y al Espíritu Santo, «hipóstasis intelectuales» subsistentes de por sí (De Princ. I 1 3) siendo el Espíritu Santo originado por medio del Hijo (In Joan. 2 10 70 a 12 90) y una realidad inferior en cuanto a su relación con aquello de lo que procede (De Princ. I 3 5).
Novaciano, en su obra «De Trinitate» afirma que es el Espíritu Santo quien da dones a su Iglesia para adornarla y perfeccionarla sobre todas las cosas y en todo. Y afirma su carácter personal: «Es Él quien –bajo forma de paloma– vino y se posó sobre el Señor después de su bautismo, habitando plena y totalmente solo en Él, sin limitaciones, y luego fue dispensado y enviado sobreabundantemente, de manera que otros pudieran recibir un flujo de gracias» (De Trin. XXIX). Sin embargo, la relación entre las personas divinas está caracterizada por varias categorías:

«Él dice 'una' cosa, entiendan los herejes que Él no dijo 'una' persona. Porque 'uno' puesto en neutro da a entender la concordia social, no la unidad personal. [...] Además, el que se diga 'uno' se refiere a acuerdo, y a identidad de juicio, y a la propia relación cariñosa, pues, lógicamente, el Padre y el Hijo son uno en acuerdo, en amor y en cariño». De Trinitate, cap. 27.

Estos teólogos equiparan en ocasiones al Padre con el Hijo y en otras parecen afirmar una cierta subordinación del Hijo con respecto a Dios Padre. Y ninguno de ellos afirmó que el Espíritu Santo fuera igual al Padre o al Hijo. Orígenes declara que el Hijo de Dios es «primogénito [...] de toda la creación» y que las Escrituras «saben de Él que es más viejo que todas las criaturas».

### Del concilio de Nicea al de Constantinopla

#### El concilio de Nicea
Las fórmulas utilizadas por Orígenes para describir la Trinidad y el papel del Espíritu Santo generaron grandes discusiones, máxime porque sus discípulos fueron exagerando su posición. Las críticas venían de quienes consideraban que tal creencia de los círculos iba contra el monoteísmo, pero también de quienes identificaban al Espíritu Santo con el Hijo o con la gracia o con una criatura (cf. Eusebio, De. Eccl. Theol. 3 6).
El primer concilio de Nicea, que buscaba examinar las tesis de Arrio y por tanto se ocupó del tema de la divinidad de Jesús de Nazaret, se pronunció finalmente contra este y fue la base de un extenso desarrollo de la cristología. El concilio no trató sobre la divinidad del Espíritu Santo pero el esquema del credo niceno indica ya una cierta igualdad pues el texto afirma: πιστευομεν εις ενα Θεον, πατερα παντοκρατορα [...] εις ενα κυριον Ιησουν Χριστον [...] εις το αγιον πνευμα (Creemos en un Dios, Padre todopoderoso... en un Señor Jesucristo... en el Espíritu Santo).
Hubo que esperar hasta el año 360 –todavía en plenas disputas con los arrianos– para que las conclusiones arrianas se aplicasen a la pneumatología. Quien menciona este hecho, es Atanasio (cf. Epist. ad Seraph. I 1).
Tanto Cirilo de Jerusalén como Dídimo el Ciego trataron del Espíritu Santo en sus obras pero desde un punto de vista pastoral o espiritual, sin querer hacer teología.
Serán Atanasio y los tres mayores padres capadocios (Basilio el Grande, Gregorio de Nacianzo y Gregorio de Nisa) quienes abordarán un estudio profundo y detallado del Espíritu Santo desde el punto de vista teológico.
Atanasio ataca a quienes interpretan los textos pneumatológicos en sentido «figurado», afirmando que la realidad del Espíritu Santo ha de ser considerada dentro de la Trinidad, con un sentido de movimiento circular que llama «perijóresis» (en latín «circuminsessio intratrinitaria») y consubstancial al Padre y al Hijo.

#### Arrianos y pneumatómacos
El desarrollo natural del pensamiento arriano desembocó en la negación por parte de los seguidores de Arrio de la divinidad del Espíritu Santo. Aunque inicialmente la disputa fue solo cristológica, hacia el año 360 algunos comenzaron a afirmar que el Espíritu Santo era «no solo una criatura, sino uno de los espíritus que sirven [a Dios], y que no se distingue de los ángeles sino solo por grado» (esto escribió Atanasio refiriéndose a los que llamó «tropistas» en su carta a Serapión, obispo de Thmuis, Egipto; véase Ad. Serap. I 1). Al parecer, en Constantinopla, a partir del año 360, estos arrianos comenzaron a ser conocidos con el nombre de pneumatómacos. En el año 367 se unieron a los «homousianos» y tomaron por líder a Eustacio de Sebaste.
Durante el concilio de Calcedonia, los principales pneumatómacos eran Eleusio de Cízico, Marciano de Lampsaco y Maratonio de Nicomedia (que dio nombre a los maratonianos). Las disputas se volvieron intensas y violentas debido al crecimiento de los grupos de pneumatómacos ya que tenían grupos de monjes que atraían muchos seguidores por su austeridad. Desde el año 373 hay una cadena casi ininterrumpida de escritos contrarios a esta doctrina: Basilio en su obra sobre el Espíritu Santo, la carta de Anfiloquio de Iconio, el «Panarion» de Epifanio de Salamis, los «Anatematismos» del Papa Dámaso. Sin embargo, la doctrina pneumatómaca seguía haciendo prosélitos incluso en Constantinopla por lo que Gregorio de Nacianzo usó sus «Discursos teológicos» para intentar una confutación definitiva (véase, por ejemplo, el capítulo V número 5).
El Concilio de Constantinopla anatematizó en su primer canon a los semiarrianos o pneumatómacos: «No ha de ser violada la fe de los 318 padres que se reunieron en Nicea de Bitinia; más bien, esta ha de mantenerse firme y estable, y se ha de anatematizar toda herejía, y especialmente la de los eunomianos, anomianos, arrianos, eudoxianos, macedonianos y de los pneumatómacos, y de los sabelianos, y marcelianos, y fotinianos y apolinarianos» (Dz 85).
A pesar de la condena formal del concilio, los pneumatómacos continuaron creciendo y gozaron de cierta libertad de culto (cf. Sócrates, Historia de la Iglesia V 20). Por ello, Dídimo de Alejandría les atacó en el libro II de su «De Trinitate». Hacia fines del siglo IV, los pneumatómacos todavía tuvieron disputas con Teodoro de Mopsuestia y hacia el año 48 Nestorio obtuvo del emperador medidas represivas (ya que tenían una iglesia incluso en Constantinopla) que obligaron a muchos a pasar al credo nicenoconstantinopolitano. No hay noticias históricas de los pneumatómacos tras estas leyes.

#### Los padres capadocios
Basilio el Grande escribió en el año 376 un tratado sobre el Espíritu Santo para combatir la heterodoxia arriano-pneumatómaca. En su obra se centra en primer lugar en la distinción de las siguientes fórmulas:
- «De quien todo fue hecho», referido al Padre.
- «Por quien todo fue hecho», referido al Hijo.
- «En quien todo fue hecho», referido al Espíritu Santo.

Estas formulaciones eran utilizadas por los pneumatómacos para establecer la distinción de naturalezas entre las personas divinas. Su argumento era: «si de cada persona se habla de forma distinta, es que son distintas». Basilio refuta esta tesis, basándose en un estudio cuidadoso de las expresiones bíblicas y mostrando con ejemplos que en las escrituras: «las expresiones se intercambian de improviso, al albur de la necesidad».
El segundo eje de su argumentación se basa en los usos litúrgicos tradicionales. Al hilo de la fórmula bautismal de Mateo: «Id y bautizad a todas las naciones en el nombre del Padre, del Hijo y del Espíritu Santo», argumenta que si en esa fórmula el Padre no desdeña la comunión con el Hijo y el Espíritu, separarlos en naturalezas distintas es ir contra la voluntad del Padre, hecho del que luego afirma que es la verdadera «blasfemia contra el Espíritu Santo». Afirma que el Espíritu merece el mismo honor (ομοτιμος) que se tributa al Padre y al Hijo pues están en el mismo nivel (συντεταχθαι) y que se enumeran juntos (συναριθμεισθαι).
Gregorio de Nisa en sus polémicas contra Eunomio y los macedonianos, aporta la definición doctrinal de mayor éxito en los textos sucesivos: a partir de las operaciones (ενεργειαι) de las personas trinitarias –que serían distintas pero de una sola sustancia ουσια– afirma que el Espíritu Santo proviene del Padre y fue recibido por el Hijo (De Spir. Sanc. 2). Por ello, al Padre se le llama «Omnipotente», el Hijo es el poder del Padre y el Espíritu Santo es el espíritu del poder del Hijo. Por todo ello, al Espíritu Santo también corresponde la máxima adoración (προσκυνεσις)
Gregorio de Nacianzo también mantuvo fuertes polémicas contra los detractores de la divinidad del Espíritu. Parte de sus argumentaciones las tomó de los otros capadocios. Suya es sin embargo su consumada habilidad como polemista y comunicador que demostró en los cinco discursos teológicos donde trata el tema. En su obra fue donde acuñó la expresión «procesión del Espíritu» para nominar la relación entre el Padre y Espíritu.
Bibliografía. Basilio de Cesárea: op. cit. cap 5-8; Gregorio Nacianceno: op. cit 5º discurso; Mateo Seco: op. cit. pp. 121-137

#### El concilio de Constantinopla
En el concilio de Constantinopla se asumieron las expresiones de Gregorio de Nisa en los siguientes términos:
πιστευομεν [...] εις το πνευμα το αγιον, το κυριον και ζωοποιον, το εκ του πατρος εκπορευομενον, το συν πατρι και υιω συμπροσκυνουμενον και συνδεξαζομενον, το λαλεσαν δια των προφητων (creemos [...] en el Espíritu Santo, señor y dador de vida, que procede del Padre, y con el Padre y el Hijo es adorado y glorificado, y que habló por los profetas).

### El Tomo de Dámaso
El Papa Dámaso en el año 382 d. C. en un concilio celebrado en Roma, presentó una serie de enseñanzas, las cuales quedaron plasmadas en el documento llamado Tomo de Dámaso, el cual recoge la doctrina trinitaria. En cuanto al Espíritu Santo, dijo:

«Si alguno no dijere [...] que el Espíritu Santo es siempre, es hereje». «Si alguno no dijere que el Espíritu Santo [...] es [...] verdadero Dios, [...] lo puede todo y todo lo sabe [...], es hereje». «Si alguno no dijere ser tres personas verdaderas [...] y la del Espíritu Santo iguales, siempre vivientes que todo lo contienen, lo visible y lo invisible, que todo lo pueden, [...] es hereje». «Si alguno al llamar [...] y Dios al Espíritu Santo, los llama dioses [...] y no [...] una sola divinidad [...] es hereje». El Magisterio de la Iglesia.

### Padres posteriores al concilio de Constantinopla
Después de la pronunciación del concilio no hubo un desarrollo importante desde el punto de vista doctrinal aunque sí haya profundización espiritual y comentarios de algunos autores.
Mario Victorino, a partir de la antropología neoplatónica (tripartición del alma humana en ser, vivir y comprender) aplicaba la noción del “comprender” al Espíritu Santo en el ser de Dios Trino.
Agustín de Hipona parte de la identidad de sustancia y la distinción de las personas divinas para afirmar que tal distinción se debe a sus respectivas operaciones que, aunque son comunes a las tres personas, son adjudicables. Así el Espíritu Santo es el don común del Padre y del Hijo (cf. De Trinit. V 12 13; 15 16; 16 17). La categoría filosófica que le permite superar el triteísmo es la de relación y por ello, afirma que el Espíritu Santo es “communio consubstantialis et aeterna” (comunión consustancial y eterna) o “caritas” recíproca del Padre con respecto al Hijo y viceversa. Así es el Espíritu Santo quien con más propiedad recibe el apelativo de “amor” usado por la primera carta de Juan (De Trinit. VI 5 7; XV 17 30s).
En el símbolo Quicumque, o del Pseudo-Atanasio, —que se cree compuesto durante el siglo V— se compendia la enseñanza de los teólogos y padres tras las disputas trinitarias: "Alia est enim persona Patris, alia Filii, alia et Spiritus Sancti; sed Patris et Filii et Spiritus Sancti una est divinitas, aequalis gloria, coaeterna maiestas [...] Pater a nullo est factus, nec creatus, nec genitus; Filius a Patre solo est, non factus nec creatus, sed genitus. Spiritus Sanctus a Patre et Filio, non factus nec creatus nec genitus, sed procedens" (Una es la persona del Padre, otra la del Hijo y otra la del Espíritu Santo; más una es la divinidad del Padre, del Hijo y del Espíritu Santo, la misma gloria, coeterna majestad [...] El Padre no ha sido hecho por nadie, ni creado, ni engendrado; el Hijo viene solo del Padre, no ha sido hecho ni creado, sino engendrado. El Espíritu Santo viene del Padre y del Hijo, no ha sido hecho, ni creado ni engendrado, sino que procede).
Bibliografía: Los textos en buena parte están tomados de la colección "Ante Nicene fathers" que se cita en la bibliografía al final. Los comentarios y el desarrollo del libro de Congar.

### La controversia sobre el «Filioque»
En un primer momento, el credo niceno afirmó que el Espíritu Santo «procedía del Padre». Esta afirmación fue tomada de un versículo de Juan y como tal fue traspuesta. La relación entre el Padre y el Espíritu Santo se conoce como «procesión del Espíritu».
En el siglo V, el equilibrio alcanzado con la fórmula niceno-constantinopolitana comenzó a evolucionar bajo la presión de nuevos teólogos. Durante la celebración del Concilio de Calcedonia se produjeron controversias y disputas sobre la procesión del Espíritu Santo. Esta discusión enfrentó primero a Teodoro de Mopsuestia con Cirilo de Alejandría pues los seguidores del primero llegaron a afirmar una procesión solo del Padre, que era considerada nestorianista por Cirilo.
En el siglo VI, y durante la celebración de un concilio, la Iglesia de Occidente cambió la fórmula nicena y añadió «que procede del Padre y del Hijo». Esta fórmula fue rechazada en oriente, dando lugar a lo que se conoce como cuestión del «Filioque» (expresión latina que significa «y del Hijo»).
En el año 876 d. C. un sínodo en Constantinopla condenó al Papa por no corregir la herejía de la «cláusula Filioque». Estas disputas tomaron gran fuerza debido a que no se consideraba idéntica la preposición «ex» y la de «dia» y los teólogos bizantinos proponían que la primera fuera usada para el Padre y la segunda para el Hijo. La idea era afirmar que el Espíritu Santo procede (εκπορευεσθαι) del Padre por el Hijo. Sin embargo, el texto aprobado del Concilio era "ex Patre Filioque procedit" (procede del Padre y del Hijo).
En el año 1054 d. C. el representante del Papa excomulgó al Patriarca de Constantinopla, quién, a su vez, puso bajo maldición al Papa. «La controversia Filioque» sigue siendo un punto de disputa entre la Iglesia de Occidente y la de Oriente.
En 1101, después del Sínodo de Bari, Anselmo de Canterbury compuso «De processione Spiritus Sancti» con el que defiende que la fórmula «Filioque» se apoyaba en las escrituras y no era en absoluto una innovación de la teología de occidente como afirmaban los teólogos de oriente. En otros puntos de su obra había tratado también cuestiones relativas a la trinidad.

### Escolástica
En el siglo XIII, Buenaventura habla del Espíritu Santo como de un amor comunicativo (Coment. a las Sent. I d.10 q.1). El Espíritu es la relación, el nexo entre el Padre y el Hijo, pero una relación sustancial. Ahora bien, hacia nosotros, se trata de un don. Así: «Espíritu se dice principalmente en relación con la fuerza que lo produce; Amor principalmente en cuanto al modo de su emanación, es decir como nexo; Don en cuanto a la relación que sigue de él […] ha sido hecho para unirnos» (Coment. a las Sent. I d.18 a.1 q.a ad 4).
Tomás de Aquino asumió completamente en sus obras la noción de Espíritu Santo como relación de amor entre el Padre y el Hijo. Retoma imágenes agustinianas para explicar la divinidad del Espíritu Santo: «Dios en cuanto existe en el propio ser natural, Dios en cuanto existe en su entendimiento, Dios en cuanto existe en su amor son una sola cosa, aunque cada uno de los tres sea una realidad subsistente» (Contra Gentiles IV 26). Tal amor existe «hipostatizado», es decir, como persona subsistente.
El catarismo se difundió durante los siglos XI a XIV. Las creencias cátaras era una mezcla de dualismo oriental y de gnosticismo. Entre los cátaros había dos grupos: los «Perfectos» y los «Creyentes». Se entraba en la categoría de los Perfectos mediante un rito de bautismo espiritual llamado «consolamentum». Este se efectuaba mediante la imposición de manos después de un año de prueba. Se pensaba que este rito libraba al Creyente del dominio de Satanás, lo purificaba de todos sus pecados y le impartía el Espíritu Santo. En la doctrina cátara la salvación no dependía del sacrificio redentor de Jesucristo, sino del consolamentum o bautismo en Espíritu Santo, para los que habían sido purificados así, la muerte significaba emanciparse de la materia. El Espíritu Santo en el catarismo era pues un don o poder.

### Reforma y Contrarreforma
Para entender la concepción que Martín Lutero tenía del Espíritu Santo, esta se ha de encuadrar en toda su teología. La Escritura se explica por sí misma haciendo reconocer a Cristo como Salvador: El principio de discernimiento de un texto inspirado es que hable de Jesucristo. Ahora bien, este reconocimiento se hace posible por la acción del Espíritu Santo en el alma del creyente.
Juan Calvino sostiene una tesis similar aunque matizada: es el testimonio interior del Espíritu Santo lo que permite distinguir la palabra verdaderamente divina (es decir, inspirada) y lo que no lo es. Así, por ejemplo, se afirma en la Institución de 1541:
“Hemos de tomar la autoridad de la Escritura como más alta que todas las razones o indicios o conjeturas humanas. Esto significa que la fundamos sobre el testimonio interior del Espíritu Santo […] Por tanto, iluminador por su poder, no a partir de nuestro juicio ni al de los demás, consideramos que la Escritura viene de Dios” (Opera Calvini en Corpus Reformatorum III pág. 368).
La teología de la reforma protestante encaminó una renovada atención al tema de las fuentes de la revelación. Así, en primer lugar, los teólogos católicos se dedicaron a subrayar la insuficiencia de las Escrituras sin la guía de una interpretación adecuada. Por ello y al contrario de los reformadores que proponían que esta interpretación era obra del Espíritu Santo, los teólogos católicos subrayaban que la Escritura debía leerse en la Iglesia pues en ella habita el Espíritu Santo. De este modo, el Espíritu Santo quedaba como garante de la enseñanza del magisterio y de sus decisiones, y, por supuesto, de la interpretación de la Biblia.

#### El Espíritu Santo en la teología de Miguel Servet

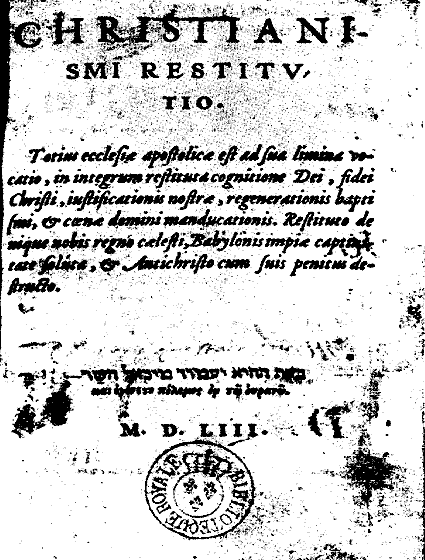
Ejemplar de la Restitución del Cristianismo de Miguel Servet.

Miguel Servet (1511-1553) se entregó a la tarea de restaurar lo que entendía como verdadero Cristianismo, no tergiversado por las especulaciones filosóficas, particularmente las relativas a la Trinidad. Por ello se dedicó a estudiar el texto bíblico y rechazó toda doctrina que estuviera en conflicto con las Escrituras. En su libro más importante, Restitución del Cristianismo, describe el Espíritu Santo como esencia de Dios en cuanto que se comunica al mundo, así como un modo sustancial divino, que en sí mismo es pura deidad y plenitud de Dios en Cristo. Sin embargo, no [es] una tercera entidad metafísica. Así pues, en la teología servetiana, el Espíritu Santo es el modo divino en el que Dios interviene en el mundo y particularmente en el ser humano (según su famosa descripción de la circulación menor, el Espíritu penetra en el cuerpo por la respiración y, a través de su entrada en el flujo sanguíneo por los pulmones, vivifica el cuerpo y regenera el alma), pero no es una entidad específica ni una de las Personas componentes de una trinidad divina.

#### ElEspíritu Santoen las creencias de losHermanos Moravos del Pequeño Partido
Varios movimientos religiosos contribuyeron a la formación de la Unión de Hermanos o Hermanos Moravos a mediados del siglo XV. Uno de ellos fue el de los Valdenses, que se remontaba del siglo XII. Otro grupo influyente fue el movimiento derivado de los husitas, seguidores de Juan Hus. Los Hermanos Moravos también tuvieron influencias de grupos quiliastas así como de escrituarios. Petr Chelcický, fue un escrituario y reformador checo que estaba familiarizado con enseñanzas valdenses y husitas. Rechazó a los husitas por el sesgo violento que había tomado el movimiento y se apartó de los valdenses por las concesiones que habían hecho en sus doctrinas. En 1440, Chelcický plasmó sus enseñanzas en el libro titulado Las redes de la fe. Las enseñanzas de este escrituario tuvieron una gran influencia en Gregorio de Praga, hasta el punto de que abandonó el movimiento husita. En 1458, Gregorio persuadió a pequeños grupos para que lo siguieran, se establecieron en la ciudad de Kunvald donde fundaron una comunidad religiosa. Entre 1464 y 1467,aquel incipiente grupo celebró varios sínodos y se aceptaron diversas resoluciones que definían su nuevo grupo. Todas fueron meticulosamente registradas en un conjunto de libros, conocidos como Acta Unitatis Fratrum. Se escindieron en dos grupos: 'uno mayoritario' y 'un pequeño partido'. Esto ocurrió en 1494, en una zona de la actual República Checa. El grupo mayoritario era de tipo prerreformista ortodoxo. El pequeño partido, en cambio, era prerreformista heterodoxo. Este grupo predicaba que debían mantenerse firmes en su postura contraria a la política y al mundo, apegándose firmemente a las Escrituras. Los miembros del pequeño partido dentro de sus creencias tenían el concepto del Espíritu Santo, en el sentido de: Dedo de Dios y dádiva de Dios, un consuelo, o el poder de Dios, que el Padre da a los creyentes sobre la base de los méritos de Cristo. Se registran sus creencias en su obra cumbre Acta Unitatis Fratrum (Actas de la Unión de Hermanos).

### Teologías contemporáneas no ortodoxas
- Los Testigos de Jehová consideran y argumentan que el Espíritu Santo no es una persona de la Santísima Trinidad, sino el poder, o fuerza de Dios en acción.[76]
- En las iglesias unitarias no hay un dogma oficial que deban seguir todos sus miembros. Para aquellos que se identifican como parte del cristianismo, el Espíritu Santo no es una persona divina sino la potencia y presencia de Dios en cada persona y en el mundo.[77] Aquellos unitarios que no se identifican como cristianos suelen interpretar el Espíritu Santo como una simple metáfora del amor y la aceptación mutua en las relaciones humanas.[78]

- Los mormones (denominación oficial: La Iglesia de Jesucristo de los Santos de los Últimos Días) creen que el Espíritu Santo tiene como misión testificar, en primera instancia, del Padre y del Hijo;[79] revelar, guiar y enseñar,[80] así como reconfortar y santificar las almas.[81] Sin embargo, aunque dicen que está en pleno acuerdo con el Padre y el Hijo, en realidad es un ser diferente, y a diferencia de estos, carece de cuerpo, dado que es solo espíritu.[82][83]

## El Espíritu Santo en la iconografía

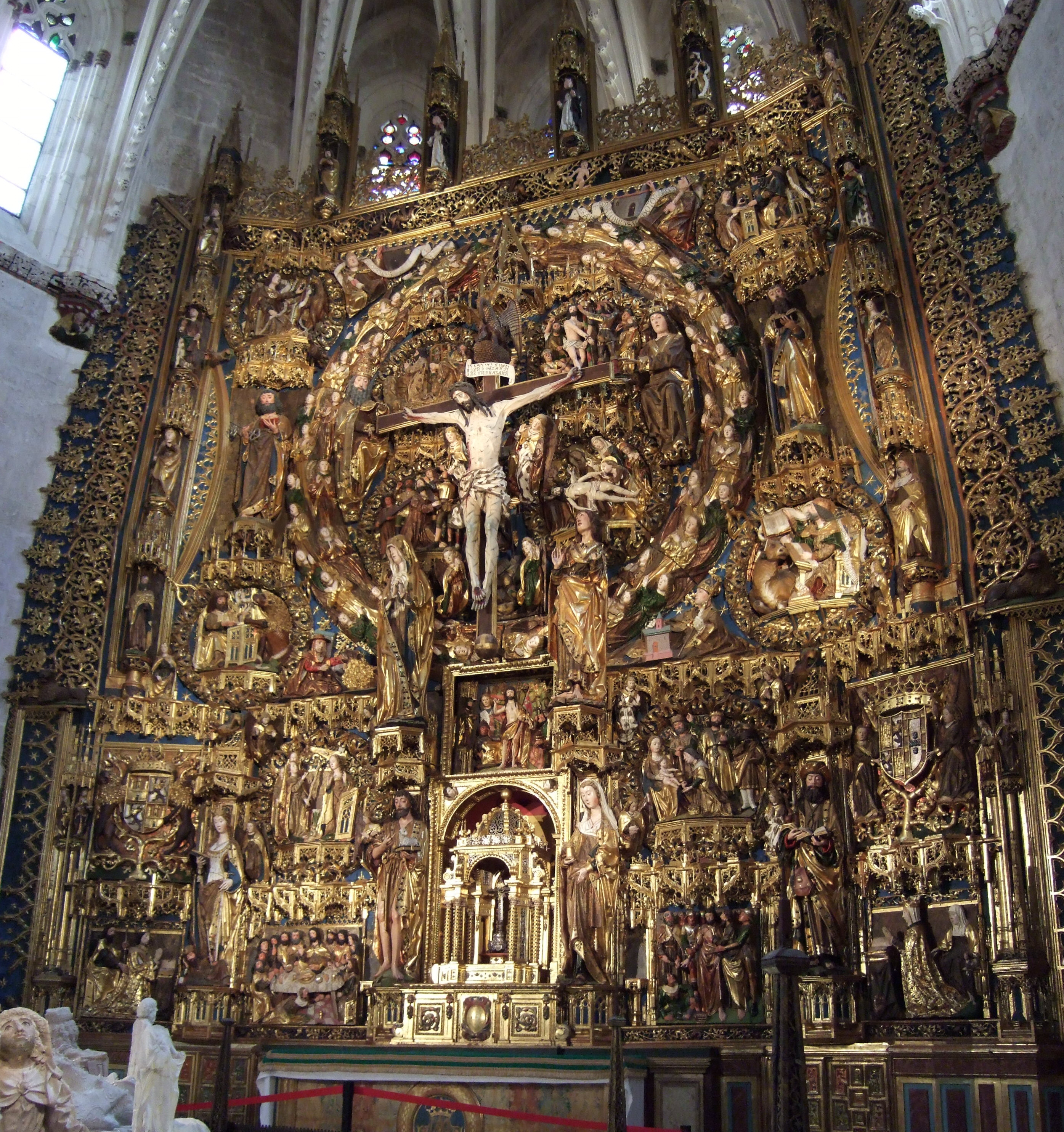
Retablo mayor de la Cartuja de Miraflores (Burgos, España). En el medallón central, Dios Padre y el Espíritu Santo (ambos con forma humana) sostienen los extremos del travesaño de la cruz.

Las principales imágenes del Espíritu Santo se desarrollaron al intentar representar la Santísima Trinidad o los episodios del Bautismo de Jesús, de la Anunciación o Pentecostés.
Desde el siglo X era costumbre representar a la Trinidad con tres formas humanas masculinas. Esta imagen logró mantenerse —en medio de disputas e interpretaciones de todo tipo— hasta el siglo XVI. Puede verse, por ejemplo, en el retablo mayor de la Cartuja de Miraflores de Burgos, tallado por Gil de Siloé a finales del siglo XV, o en la pintura de la Coronación de la Virgen de Hans Holbein el Viejo. Sin embargo, el papa Benedicto XIV prohibió toda representación en forma humana del Espíritu Santo en el año 1745.
Desde entonces, se ha preferido usar el símbolo de la paloma que es mencionada con motivo del Bautismo de Jesús (cf. Jn 1:32) y que ya se venía usando abundantemente en el arte: por ejemplo, Piero della Francesca en su Bautismo (1440-45). La paloma aparece también en representaciones de la Santísima Trinidad (Rafael Sanzio en Perugia (1504), en representaciones de episodios del Nuevo Testamento (los Desposorios de la Virgen y san José y, especialmente, en la Anunciación a María) y en escenas de la vida o leyenda de ciertos santos (la Coronación de la Virgen, Gregorio Magno escribe inspirado por la paloma o san Remigio recibe de ella el crisma para bautizar a Clodoveo).
La forma de lenguas de fuego mencionada en los Hechos de los Apóstoles (cf. Hch 2:3) se usa solo en representaciones de lo acontecido en Pentecostés. Aun así, las más antiguas pinturas de Pentecostés solían poner una paloma (véase por ejemplo el Evangeliario de Rábula de Florencia).